# Nikolaï Doubovskoï
Nikolaï Nikanorovitch Doubovskoï (russe : Николай Никанорович Дубовской ; 17 décembre 1859 – 28 février 1918) est un peintre de paysages russe.

## Biographie
Doubovskoï est né à Novotcherkassk, une ville de l'oblast de Rostov, en 1859. De 1877 à 1881, il étudie à l'Académie impériale des beaux-arts de Saint-Pétersbourg sous la direction de Mikhail Konstantinovitch Klodt. En 1886, il devient membre des Peredvizhniki (Les Ambulants), un groupe de peintres russes formé en réaction aux restrictions de l'académisme. Les Ambulants formaient à l'origine l'Artel des artistes (une coopérative). En 1870, le groupe évolue en Société des expositions itinérantes. La société est formée à Saint-Pétersbourg sous l'impulsion d'Ivan Kramskoï, Grigori Miassoïedov, Nikolaï Gay et Vassili Perov. En 1900, il devient membre de l'Académie des arts.

## Œuvres

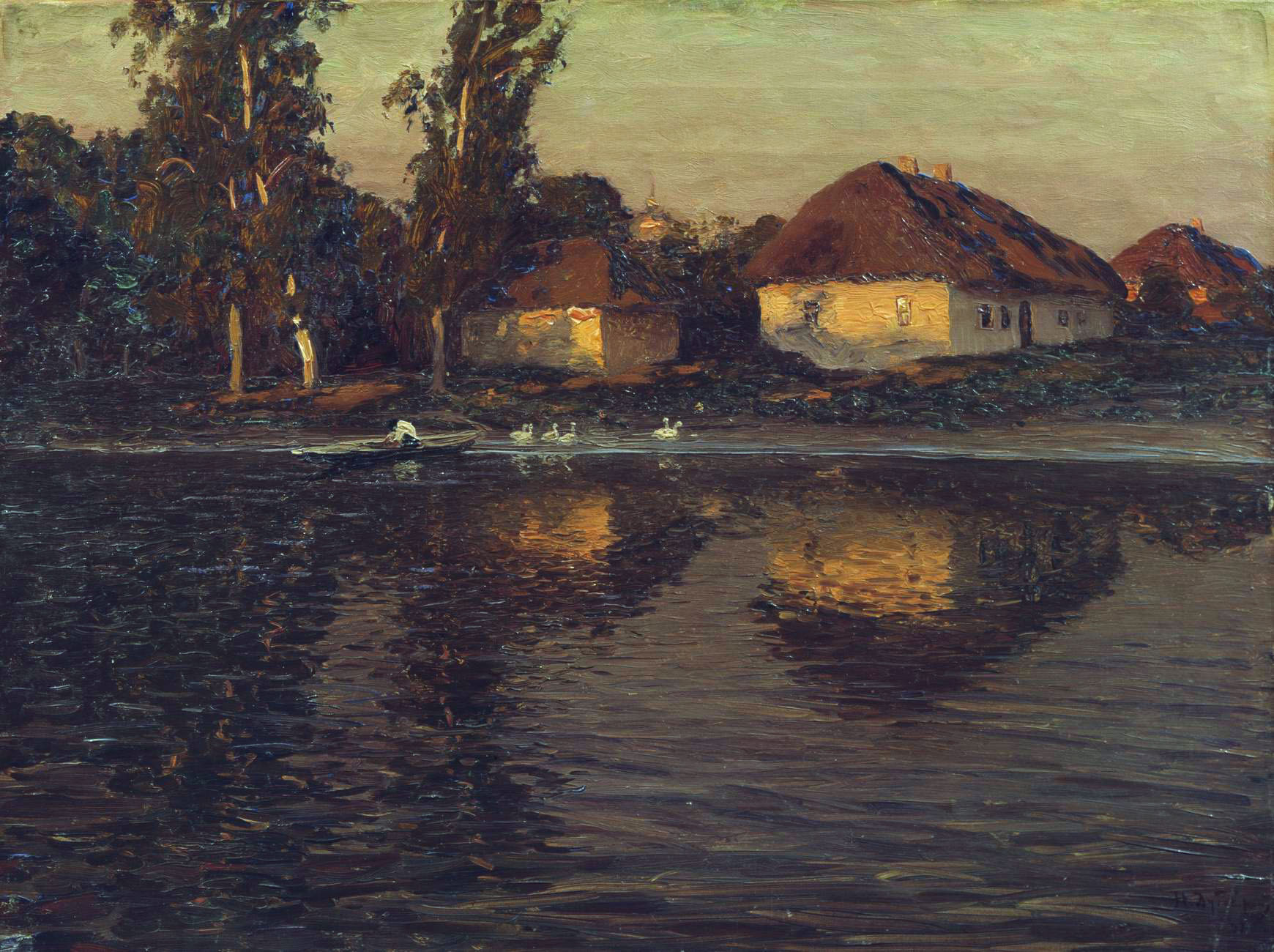
Le Soir en Ukraine.
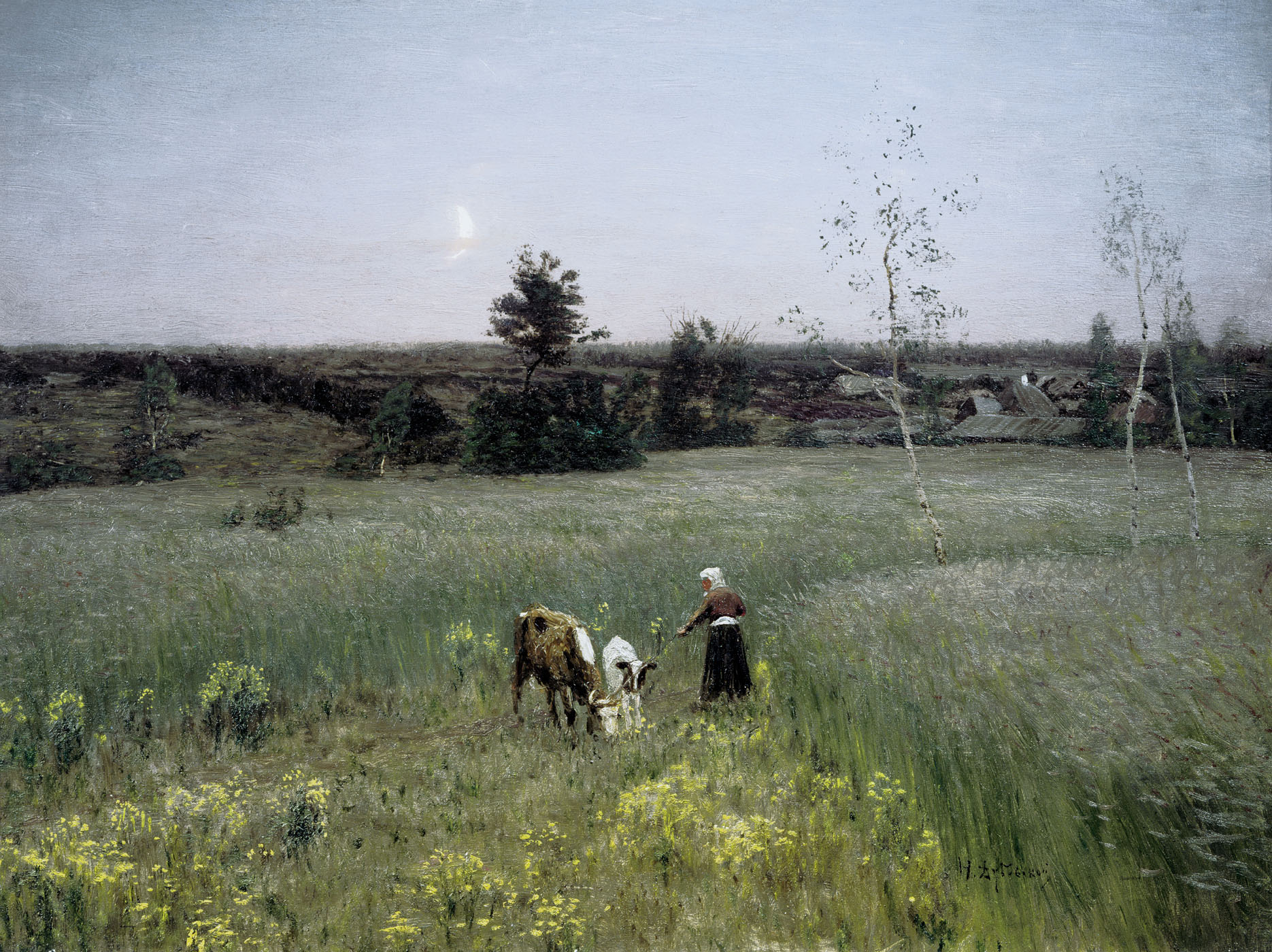
Crépuscule, 1897.
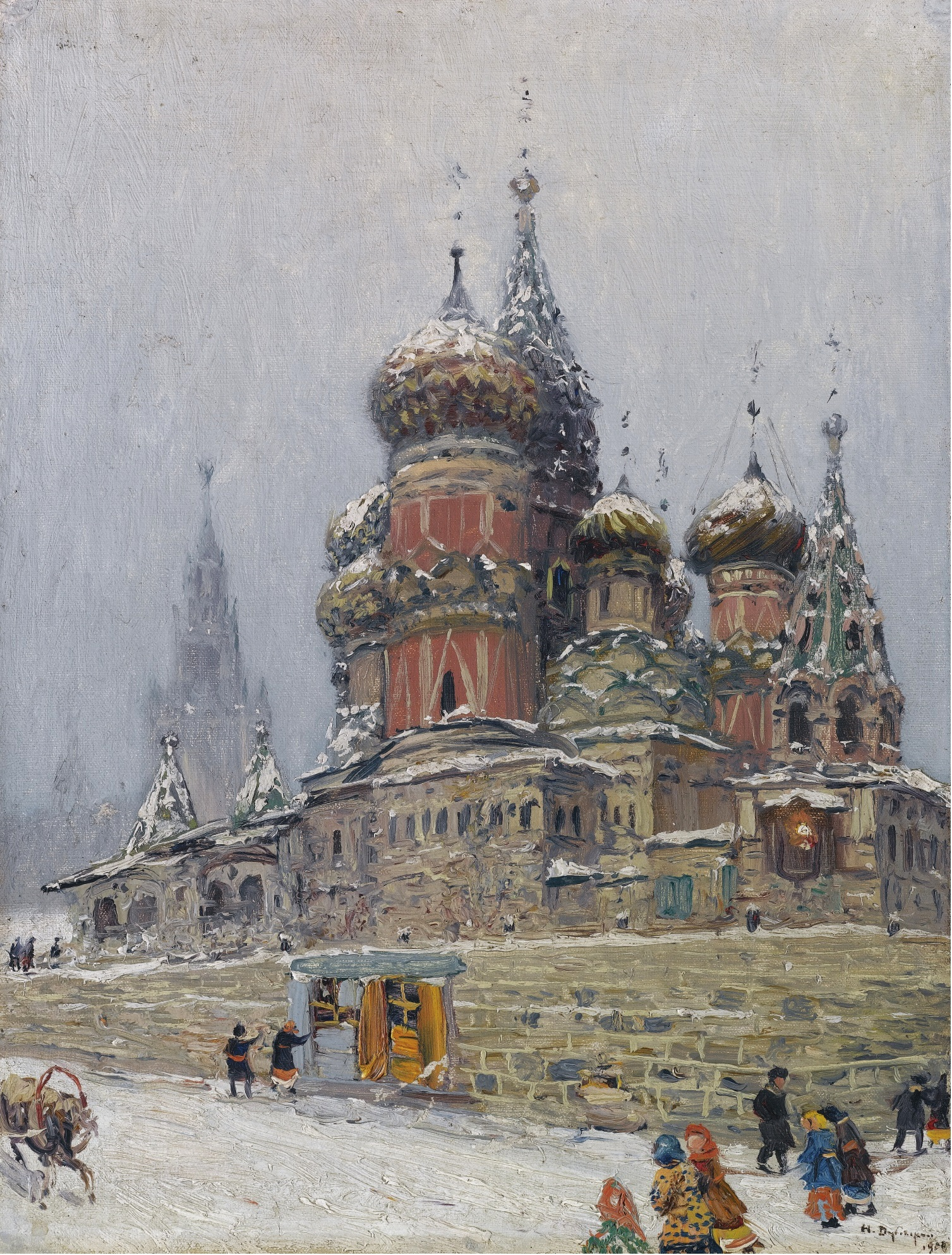
Cathédrale Saint-Basile en hiver, 1908.
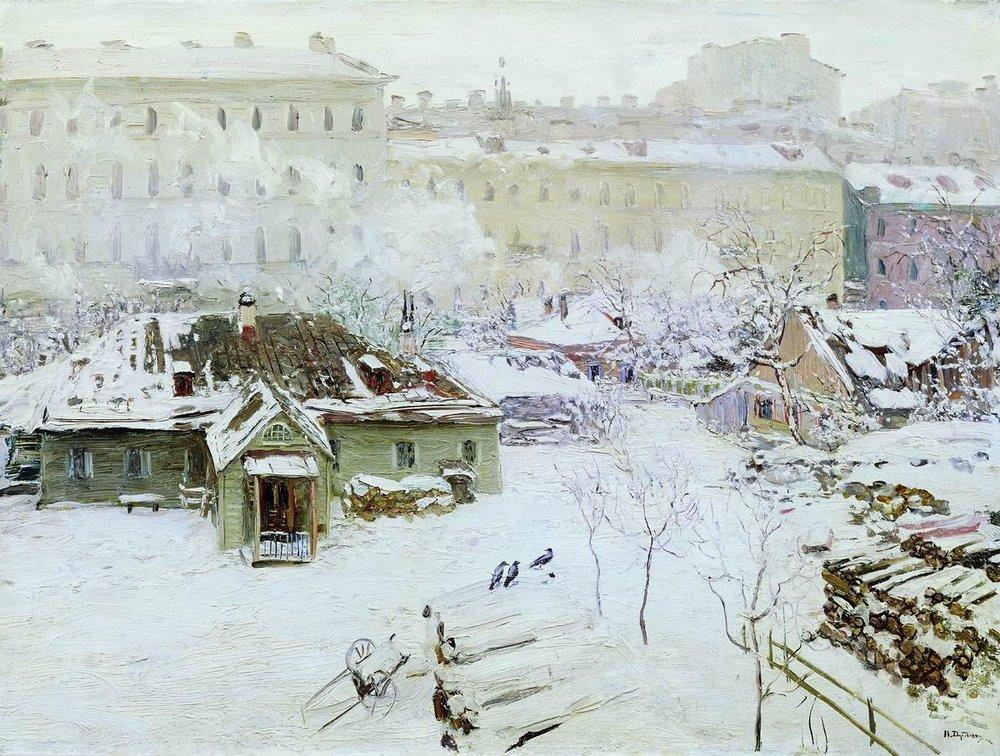
Premières neiges, 1910.

Ses œuvres sont emplies de ferveur, réalisées magistralement quant à la technique et font appel à des sujets fort appréciés de la nature russe. Elles prolongent la tradition des grands paysages panoramiques telle que son maître Mikhaïl Klodt (1832-1902) lui avait enseignée. Le peintre a réalisé plus de quatre cents peintures et environ un millier de croquis d'étude.
N. N. Doubovskoï est un des rares peintres russes paysagistes qui ait obtenu tant de prix pour sa participation à des expositions de peintures à Paris, Munich, Rome. Ses toiles sont exposées à la galerie Tretiakov à Moscou, au musée Russe à Saint-Pétersbourg, au musée des beaux-arts des villes d'Omsk, de Nijni Novgorod, de Novotcherkassk, Kazan, Krasnoïarsk et encore d'autres nombreuses villes en Russie et à l'étranger.

### Années d'apprentissage

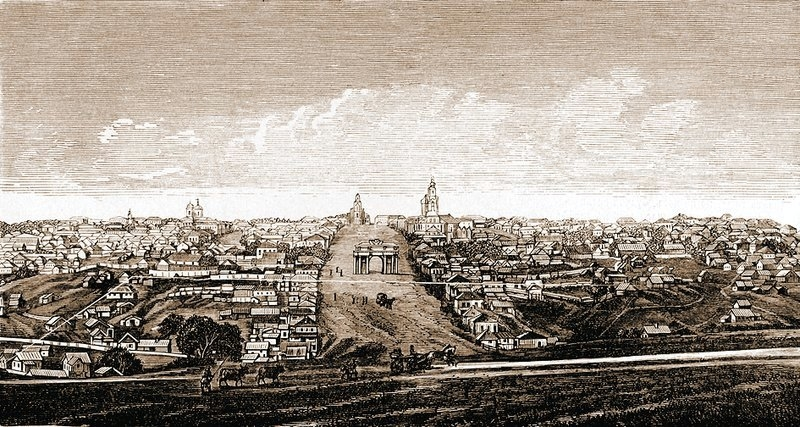
Vue générale de Novotcherkassk, ville natale de N. N. Doubovskoï. Gravure-photographie. Fin du XIXe siècle.

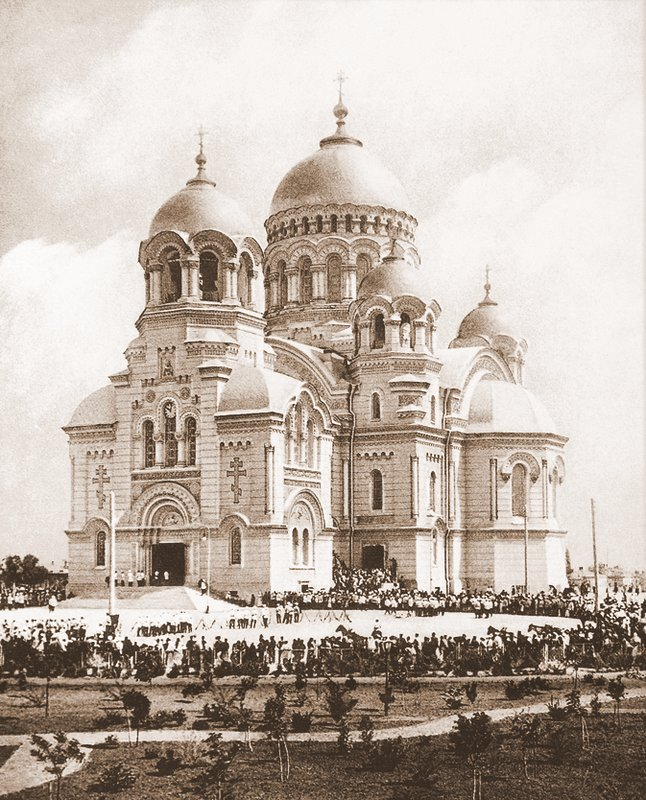
Cathédrale militaire de l'Ascension à Novotcherkassk, principale attraction de la ville natale de N.N Doubovskoï Photo de 1905 (ГПИБ).

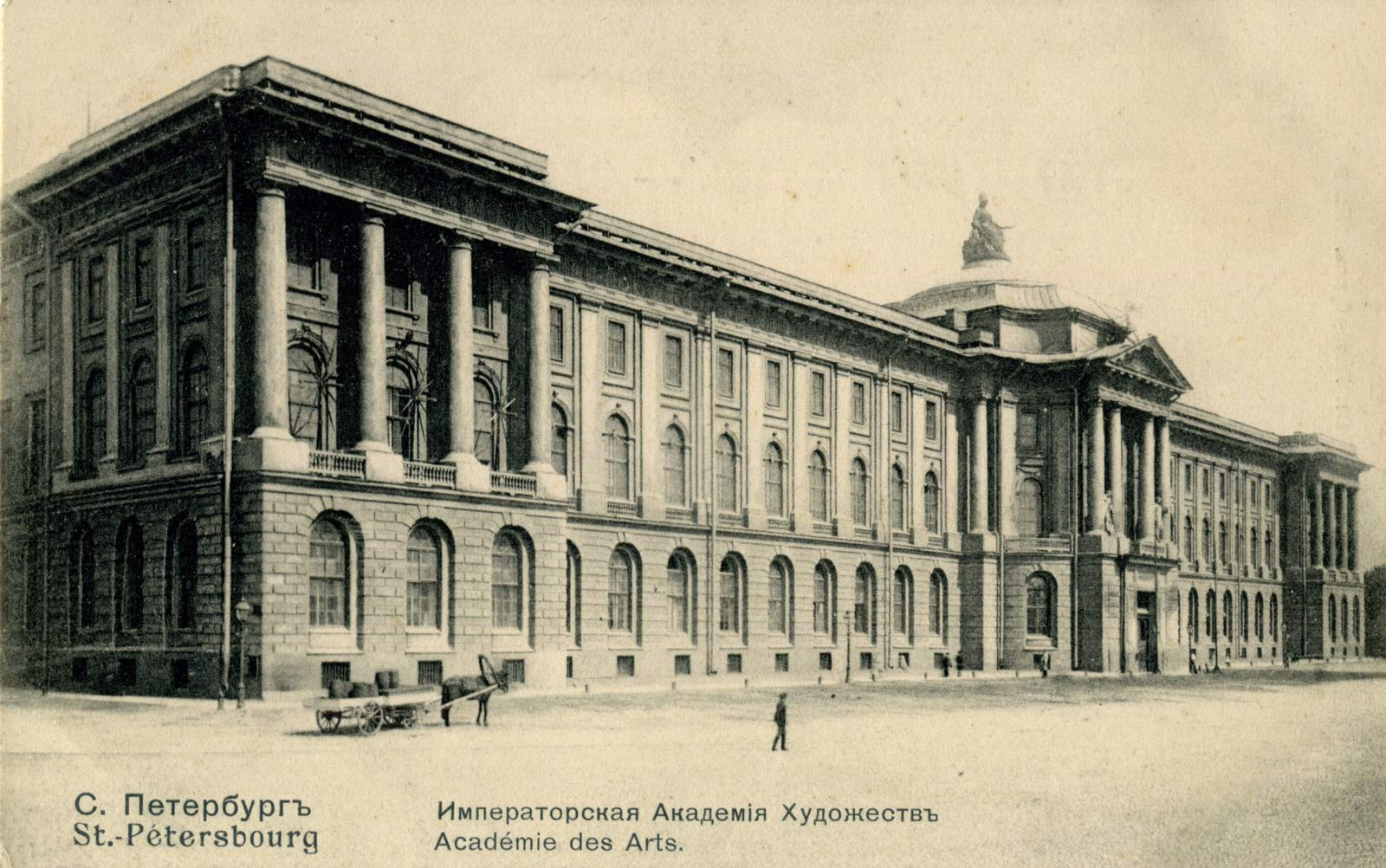
Académie russe des beaux-arts sur l'Île Vassilievski à Saint-Pétersbourg, où Doubovskoï étudia puis plus tard puis enseigna. Ce bâtiment est construit à la demande de Catherine II de Russie en 1764—1788 suivant les plans des architectes Jean-Baptiste Vallin de La Mothe et Alexandre Kokorinov. Photo de 1912.

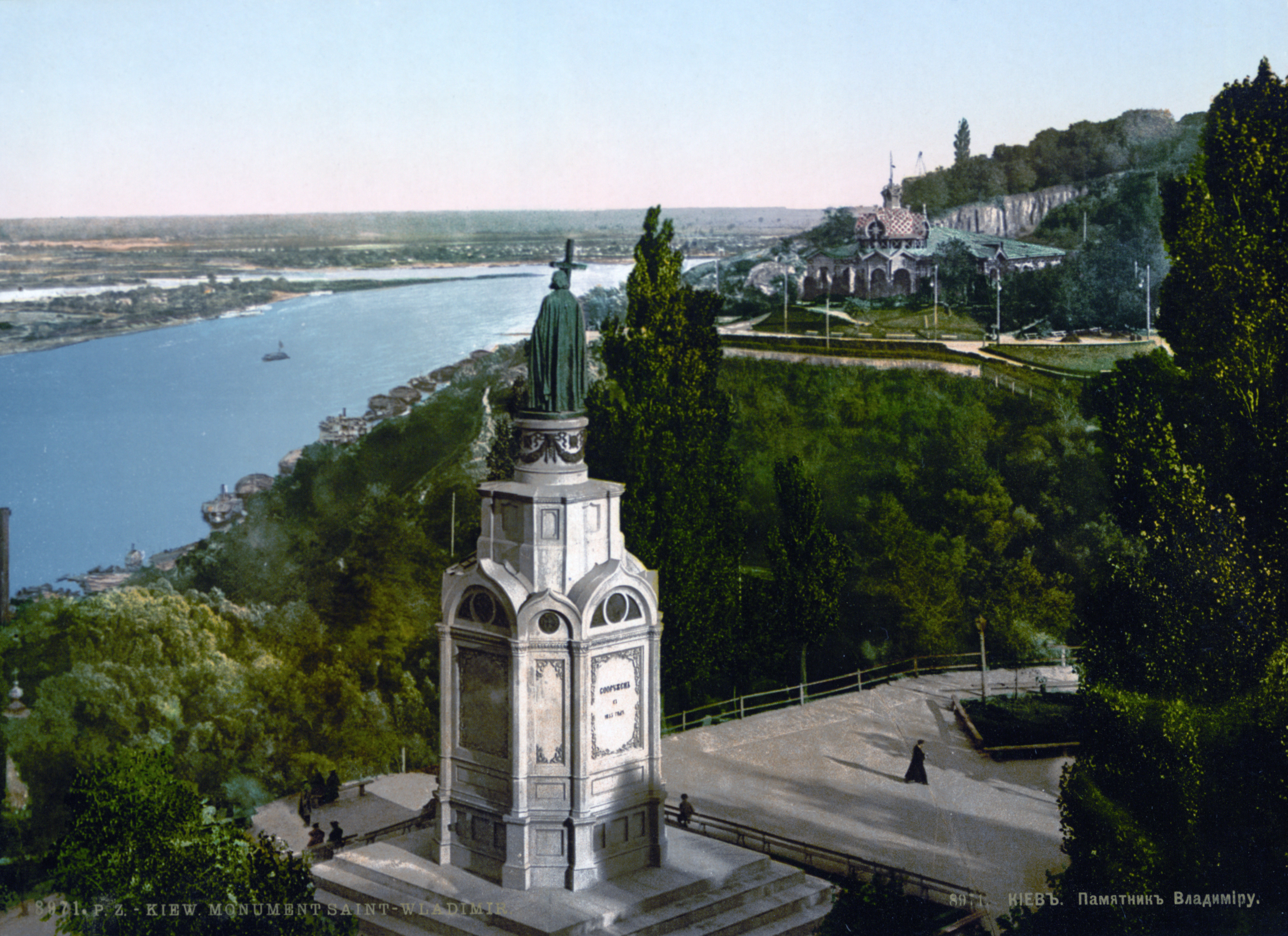
Kiev. Vue du Dniepr du côté de la statue élevée à Vladimir Ier (Vladimir le Grand) et de la colline de Vladimir. C'est la ville qui a accueilli Doubovskoï et lui a donné l'occasion d'apprendre la science militaire et de se marier, sans abandonner sa première passion pour le dessin. Photographie vers 1890—1900.

C'est en copiant des illustrations de revues qu'il commence à dessiner : celles de la « Niva », « Illustration mondiale ». Son oncle, artiste, lui apprit, enfant, à dessiner de mémoire. Malgré son intérêt précoce manifesté pour le dessin, dans une famille dont l'intérêt pour l'art était une tradition, il est obligé par son père de choisir une carrière militaire. Sur l'insistance de ce dernier, en 1870, il fut inscrit à l'École des Cadets « Vladimir Ier » de Kiev.
Étudiant à l'École des Cadets de Kiev, Doubovskoï n'abandonne pas sa passion, le cours de dessin reste toujours son cours préféré. Il attire sur lui l'attention de ses professeurs du fait qu'il passe tous ses temps libres à dessiner. Il trouve le moyen d'avoir quelques heures supplémentaires de liberté pour dessiner en se levant deux heures plus tôt que ses compagnons. Comme il avait remarqué son vif intérêt pour l'art, le directeur de l'École des Cadets conseille vivement à son père de l'envoyer étudier la peinture.
Après avoir terminé les cours de l'École des Cadets Vladimir de Kiev en 1877 à l'âge de 17 ans, il obtient l'autorisation de son père de se rendre à Saint-Pétersbourg, où il réussit à entrer à l'Académie russe des beaux-arts au début comme élève libre. Puis il suit les cours du peintre paysagiste Mikhaïl Klodt, qui devient son professeur. À l'Académie russe des beaux-arts, il étudie pendant quatre ans et reçoit ses quatre premières médailles d'argent. Encore étudiant, il exposé ses tableaux dans la classe de l'Académie et à la Société impériale d'encouragement des arts,.
Bien qu'il soit inscrit et qu'il soit bon élève, il refuse néanmoins de participer au concours pour la médaille d'or et de peindre sur un sujet imposé. Sans terminer l'Académie, il abandonne les cours en 1881, répétant le geste du 9 novembre 1863 lors de la « Révolte des Quatorze », tous diplômés de l'année 1863 qui, dirigés par Ivan Kramskoï, se privèrent par leur refus de la possibilité d'obtenir une bourse pour un séjour à l'étranger.
Après son départ de l'Académie, le peintre débutant se consacre entièrement à la peinture de paysage. Il aime passionnément la nature. Il peint à cette époque Avant l'orage et Après la pluie, qui ne furent pas retenus par le Conseil académique, mais exposés lors d'une exposition de la « Société impériale de promotion des arts » : ils obtinrent tous les deux un prix.

### Évolution du peintre

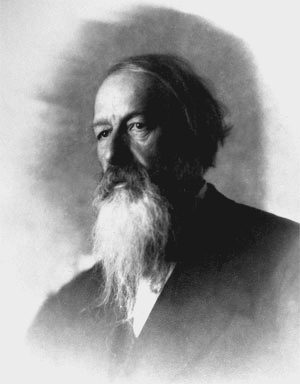
Le critique d'art réputé Vladimir Stassov (1824—1906) soutint les débuts de Doubovskoï lors de l'exposition des Ambulants en 1884. Pour Stassov, les Ambulants venaient en second lieu immédiatement après son amour pour la musique. Il était passionné par leur peinture et défendait leurs idées avec force.

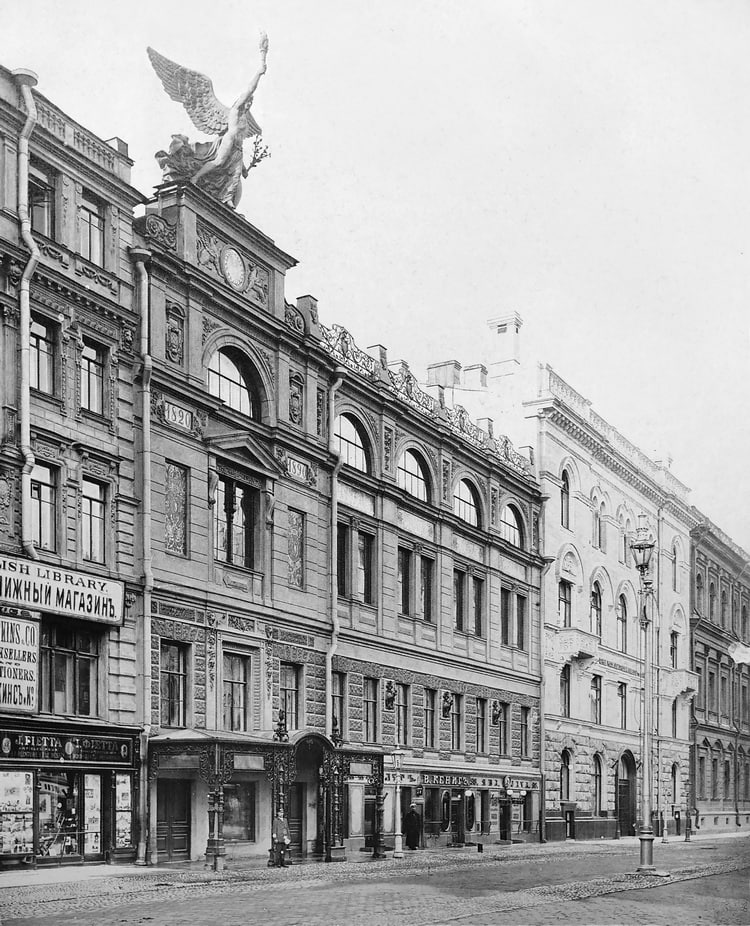
L'immeuble de la Société impériale d'encouragement des beaux-arts dans la rue Bolchaïa Morskaïa à Saint-Pétersbourg, qui fut créée en 1820 pour soutenir le développement des beaux-arts. Photo de 1912.

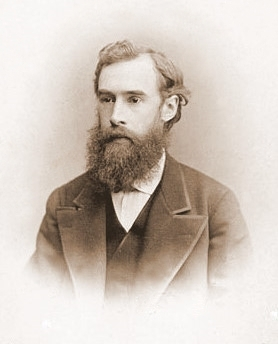
Pavel Tretiakov (1832-1898) industriel-commerçant est un des premiers à remarquer et à soutenir les talents de Doubovskoï et à suivre sa création. Ensemble avec Savva Morozov et Dmitri Bakhrouchine ils poursuivent dans la tradition russe du mécénat. L'illustre collectionneur Tretiakov des chefs-d'œuvre russes, « qui a porté sur ses épaules toute la peinture russe » (Répine), créateur d'une galerie d'art privée mais destinée au public et qui en fit don à la ville de Moscou en 1892 (plus tard appelée : galerie Tretiakov).

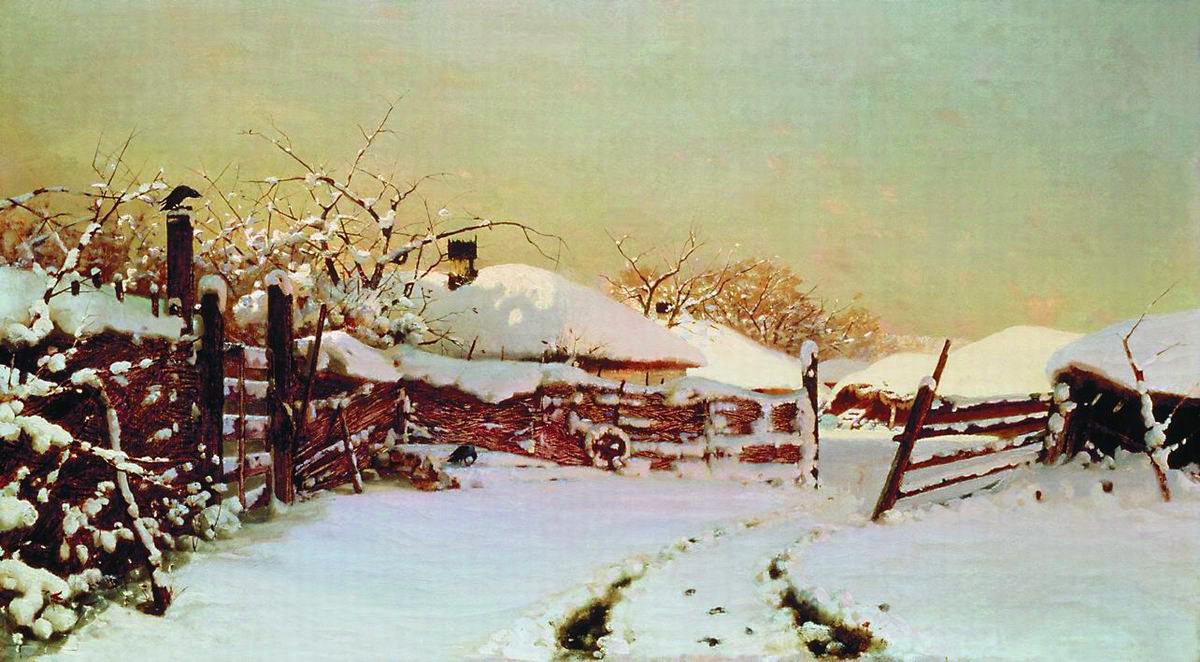
À partir de 1884 et de sa toile Hiver (galerie Tretiakov) Doubovskoï s'affirme, devient plus indépendant grâce notamment à l'exposition des Ambulants de la même année où sa toile fut fort appréciée de la critique et des collectionneurs en vue.

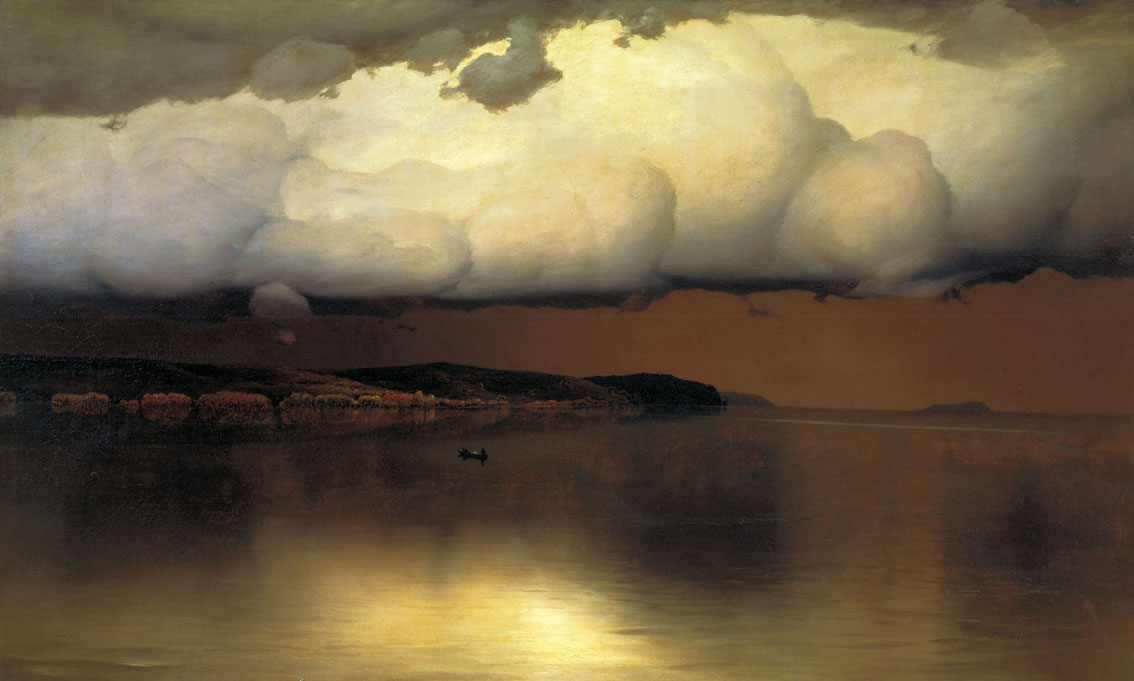
Silence (1890, musée Russe, galerie Tretiakov (copie de l'auteur)), fut récompensée par la médaille d'argent de l'Exposition universelle de 1900 à Paris et reconnue comme un chef-d'œuvre de la peinture de paysage russe. C'est avec cette toile que Doubovskoï commence à développer ses « paysages d'humeur ». C'est l'étape la plus importante de sa vie d'artiste qui va inscrire son nom dans la lignée des grands paysagistes russes.

À partir de 1882, le jeune peintre commence à participer à toutes les expositions de la société d'encouragement des beaux-arts. Cette même année, il obtint pour ses tableaux Après la pluie et Avant l'orage à Malorossiï le second prix de la Société d'encouragement. Ses premiers pas dans le domaine du paysage attirèrent l'attention du public sur lui dès 1880.
En 1884, pour la 12e exposition des Ambulants, Doubovskoï s'affirme résolument avec son tableau Hiver, qui apparaît comme un évènement majeur dans le domaine du paysage. Personne avant lui n'avait réussi à rendre par la couleur la fraicheur des premières neiges dans les dernières taches de lumière du soir. Le spectateur ne regarde pas une froide transposition de la nature, mais au contraire est emporté par la profondeur, la sincérité de l'expérience de l'artiste qui poursuit calmement sa communion avec la nature.
Les premières participations aux expositions des Ambulants furent vivement appréciées par les critiques d'art et en particulier par Vladimir Stassov, de même que par les collectionneurs. Pavel Tretiakov fait l'acquisition de ce tableau pour sa galerie. Dans l'Hiver, si on observe, malgré l'indépendance acquise du peintre, l'influence de son maître Mikhaïl Klodt, on y retrouve aussi les liens qui l'unissent aux œuvres d'Alexeï Savrassov, de Fiodor Vassiliev et d'Arkhip Kouïndji.
Le motif naturel, chez Doubovskoï, lié à un éclairage magique et précis, crée une atmosphère étonnamment poétique. « (…) Il semblait que F. Vassiliev et A. Kouïndji avaient réuni les meilleurs aspects de leurs talents pour produire ce chef-d'œuvre », — écrivait à cette époque le rédacteur de la revue Artiste V. N. Mikheïev. Après ce succès, Doubovskoï commença à exposer lors de toutes les expositions des Ambulants, soit 700 de ses œuvres.
Les convictions et la vision du monde de Doubovskoï l'ont amené du côté des Ambulants, où il reçut un soutien et une reconnaissance vite acquise de son œuvre. Ce fut une pléiade de jeunes peintres tels qu'Abram Arkhipov, Isaac Levitan, Valentin Serov ou Apollinaire Vasnetsov qui l'accueillit en 1884 parmi ces Ambulants.
Lors de la XIVe exposition de ce groupe en 1886, c'est sa toile Printemps précoce (?) de Doubovskoï qui eut le plus de succès et qui fit de lui un des peintres les plus populaires de Russie.
Durant ces années, le peintre travaille beaucoup en plein-air, la peinture sur le motif. En 1887, il accepte l'invitation d'Ilia Répine à vivre dans sa datcha à Siverskaïa,, dans les environs de Saint-Pétersbourg, où il travaille avec enthousiasme à des croquis.
Cette vie près du grand maître, la communication entre eux ne pouvait rester sans influence sur l'œuvre de Doubovskoï. En 1888, il passe tout l'été à Kislovodsk chez Nikolaï Yarochenko, avec lequel il se lie d'amitié et sous l'influence de qui il approfondit les idées des Ambulants. Ils passent quatre semaines à cheval pour monter jusqu'à la Route militaire géorgienne par les cols puis redescendent vers la mer Noire, faisant provision de paysages et de toiles,.
Doubovskoï voit dans l'art un moyen puissant de réunir les gens entre eux et à la nature ; séparé d'elle l'homme devient un misérable infirme. Ceux qui ne comprennent pas l'art et n'ont pas vécu en communion avec lui et la nature, sont pour lui des gens malheureux.
Le tableau intitulé Silence, qu'il a réalisé en 1890 sur base d'une étude le long de la mer Blanche, exprime très bien ces sentiments. Exposé en 1890 pour la 18e exposition des Ambulants, il fut immédiatement reconnu et apprécié.
« Le sentiment de la nature, nous sommes peut-être capables de le transmettre, ou plutôt nous pouvons attribuer à la nature nos propres sentiments, mais la saisir comme le fait Le Silence, où l'on ne sent pas la présence de l'auteur, mais les seuls éléments de la nature elle-même, cela, peu d'artistes sont capables de le réaliser », écrivait Isaac Levitan (1860-1900), un des meilleurs paysagistes russes, à propos de la toile de Doubovskoï Le Silence. Le peintre propose, avec sa toile Silence, un motif réaliste nouveau aux « Ambulants » : le « silence avant la tempête » comme il l'a appelé lui-même : le moment où l'air devient irrespirable, celui où vous ressentez votre insignifiance devant l'imminence d'un cataclysme de la nature, auquel il n'y aura pas moyen d'échapper.
Sachant, avant même l'ouverture de l'exposition de Saint-Pétersbourg, que le tableau a été acquis par le tsar Alexandre III pour sa collection du palais d'Hiver (plus tard, collection du musée Russe), Pavel Tretiakov part vers la capitale commander une deuxième version à l'auteur pour sa collection de Moscou, pour que l'œuvre ne soit pas réservée à un public trop restreint. « Cette seconde version de l'œuvre était encore meilleure à mon avis, d'une plus grande dimension qui fait mieux ressortir la scène grandiose qu'il représente », c'est ainsi que s'exprimait Pavel Tretiakov dans une lettre à Répine.
« Parmi les meilleurs tableaux au monde, il en existe certains qui sont si achevés et dont la luminosité est telle qu'ils sont vraiment des tableaux dans le plein sens du mot », écrivait Vassili Bakcheïev (1862-1958), le paysagiste russe, à propos du tableau de Doubovskoï Le Silence.

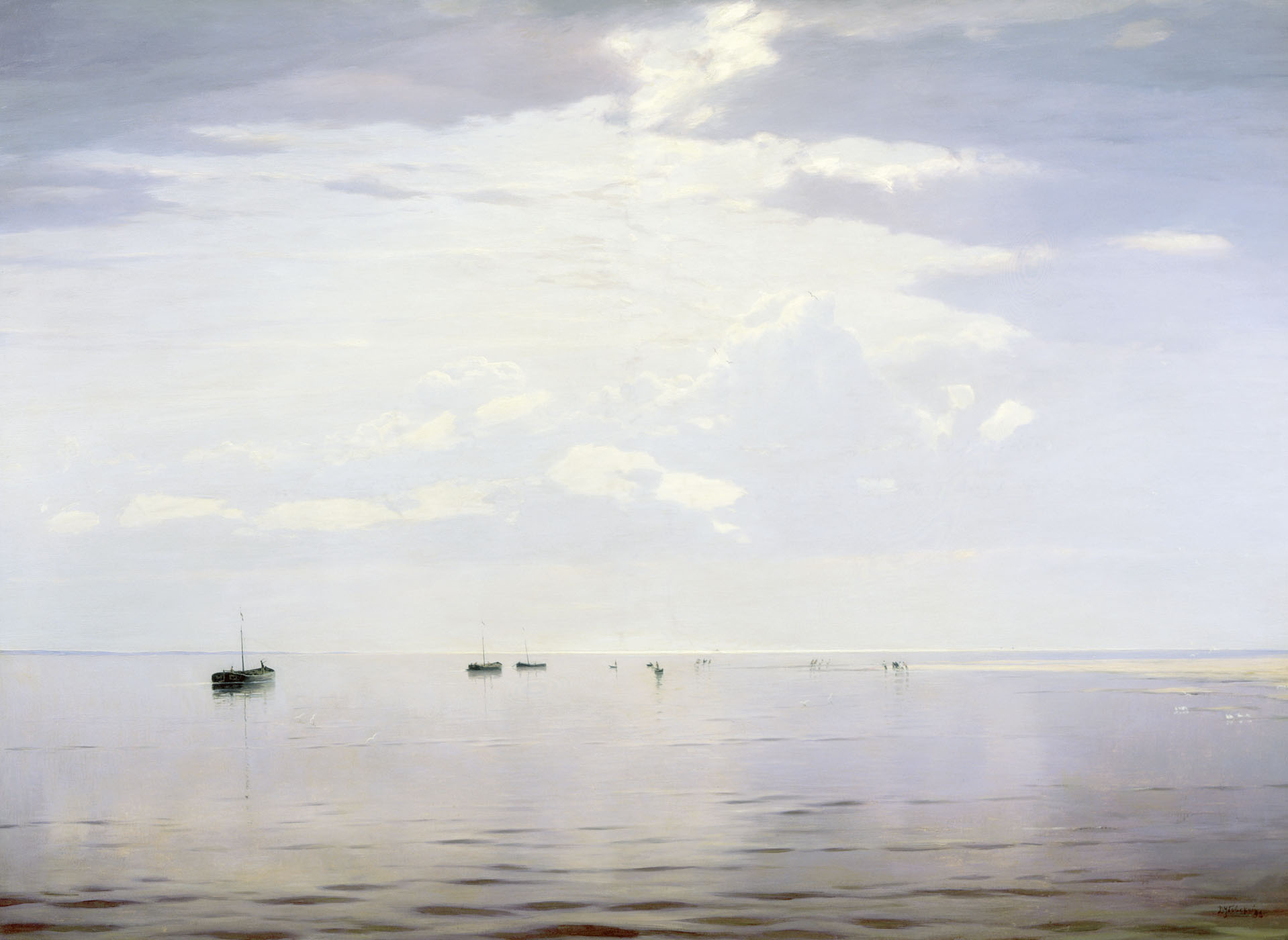
Le tableau Sur la Volga (1892, galerie Tretiakov) est un exemple exquis de la peinture de Doubovskoï, où les couleurs pourpres et or pâles créent un sentiment d'équilibre et dont la lumineuse clarté donne une impression d'espace et de calme inhabituel, comme si le temps s'arrêtait.

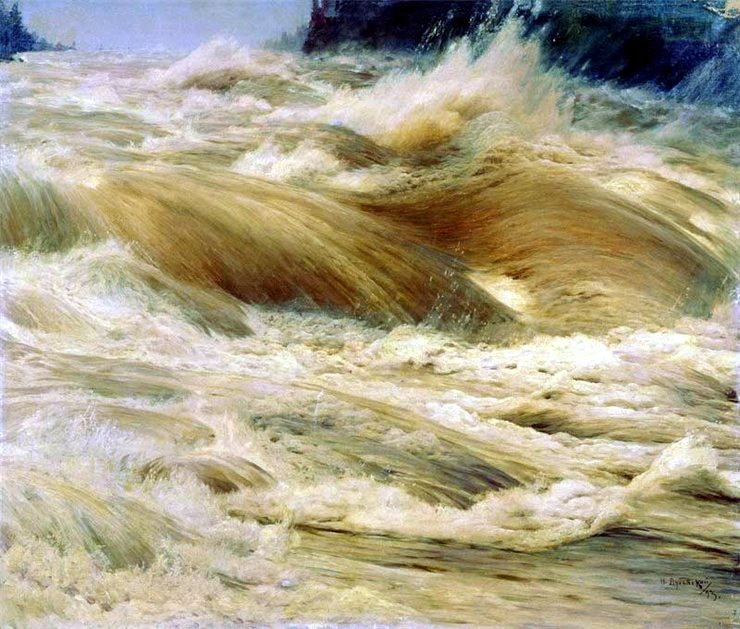
Le tableau Les Rapides d'Imatra (1894, musée d'art de Krochinski à Sébastopol) a été peint après un voyage de l'artiste à cette cascade d'Imatra qui était un lieu de visite très apprécié des Pétersbourgeois, une des curiosités naturelles les plus visitée de Finlande à cette époque.

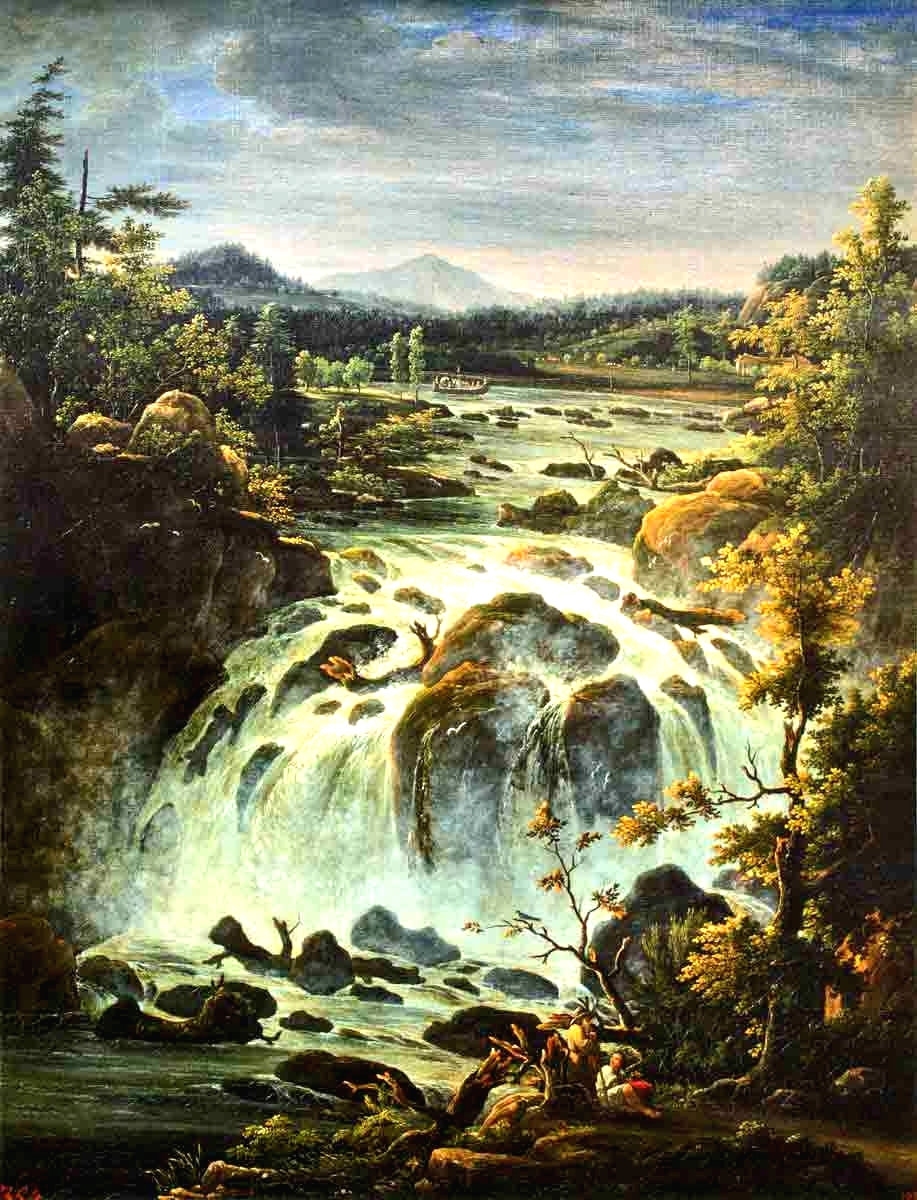
Fiodor Matveev (1753-1826), le paysagiste, un des premiers peintres russes à peindre la nature avait peint ces cascades, avant Doubovskoï, en 1819. En Russie les artistes n'ont commencé à peindre la nature « sauvage » qu'un siècle après l'Europe de l'Ouest.

Après ses tableaux Hiver (1884) et Silence (1890), suivirent Printemps précoce, Le Matin en montagne, Soirée d'hiver, qui assurèrent à l'artiste une grande notoriété.
Les impressions qu'il ressentit lors de son voyage sur la Volga en 1882, ressortent dans son merveilleux paysage Sur la Volga (1892). Le motif simple du fleuve avec ses barques de pêcheurs sur fond d'un vaste ciel prend une dimension épique. Ce tableau lui assura une grande popularité, qui lui valut d'être invité à l'Exposition universelle de Munich en 1894.
Lors de chaque exposition universelle, des œuvres de Doubouvskoï étaient choisies et il était considéré comme un des plus éminents paysagistes russes avec Isaac Levitan, Ivan Chichkine, Arkhip Kouïndji, Vassili Polenov. Ses œuvres : Hors du monastère (1893), Rapides d'Imatra (1894), La Terre (1894) et d'autres encore étaient particulièrement appréciées par la critique.

### Formation de son propre style
À partir de 1886, Doubovskoï participa de manière permanente à toutes les expositions des « Ambulants ». Son sujet de prédilection, chez les autres peintres russes, était la nature.
Tout en s'inspirant des traditions, il crée son propre style de paysage. Il est laconique, simple et empreint d'optimisme. Le lien à la nature, c'est ce qui lui est le plus cher. La lumière, l'espace, l'air, ce sont les composants de ses tableaux.
Souvent, il choisit des thèmes comme l'hiver, la vie de village, le sujet préféré restant la nature calme, avant le déchaînement des éléments. Durant les années 1890-1900, le peintre voyage beaucoup en Russie, ce qui l'amène jusqu'au Don, la mer d'Azov, la Volga, le Caucase. Il passe l'été en Estonie dans la commune de Sillamäe sur les bords de la Baltique. Mais dans son œuvre se renforce aussi une tendance romantique, qui ressort par exemple dans Ouragan dans la steppe (1890), et La pluie est passée (1909).

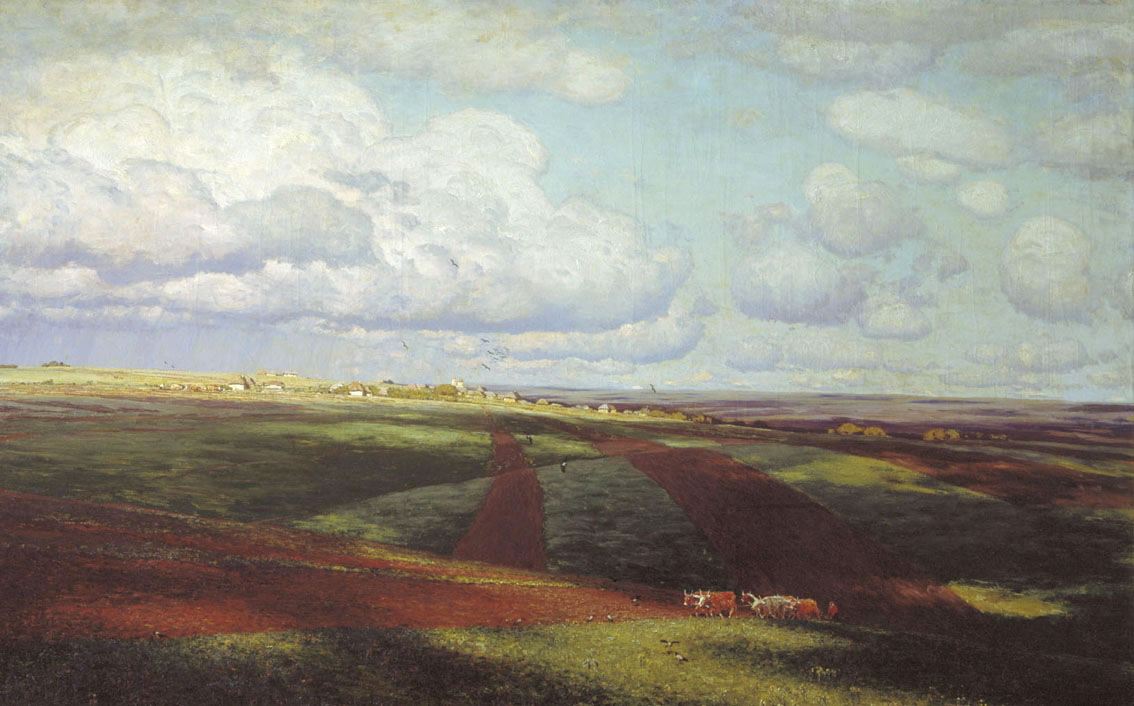
Lors de l'exposition universelle de 1911 en Italie, Doubovskoï à présenté au pavillon russe son tableau La Patrie (1905, Musée de l'Oblast d'Omsk M. Vroubel), réalisé sous l'influence de la toile La Patrie d'Apollinaire Vasnetsov qui date de 1886. L'artiste tente d'y donner à la nature des accents nationaux romantiques. Sous son pinceau, il parvient vraiment à rendre un aspect épique, proche de celui des Ambulants, glorifiant la puissance et le pouvoir de la Russie. La mesure de son travail suscite la sincère admiration d'Ilia Répine qui l'appelle « le meilleur paysage de l'exposition…<>… une toile originale, vivante et belle».

Doubovskoï est un homme d'avant-garde, doué d'un esprit subtil et généreux, d'une nature plus romantique qu'idéaliste. Il ne s'intéresse pas aux portraits ni aux scènes de genre,, parce qu'il pense que le paysage peut toucher l'homme, embraser son cœur, et l'entraîner vers le bien. Il aspire à s'écarter de l'aspect prosaïque de la vie, à dépasser les limites du réel et aller vers un monde particulier de pensées et de rêves qui ne correspond pas à la réalité.
La nouvelle image de la nature qu'il se forge, mène Doubovskoï vers le thème général de la patrie (La Patrie, 1905). Ce n'est pas un thème nouveau dans la peinture russe. En 1899, Isaac Levitan termine son tableau Le Lac. La Rus'. Mikhaïl Nesterov, dans cette recherche d'images de la patrie, crée sa toile Sur les montagnes (1896) et Apollinaire Vasnetsov crée La Patrie (1886), qui influence directement Doubovskoï.
Doubovskoï expose à plusieurs reprises ses conceptions sur la corrélation entre la forme et le contenu, sur ces questions essentielles de l'interaction entre le réalisme et l'idéalisme dans l'art : « La forme est un moyen d'incarner une idée, mais ce n'est pas son objectif principal » (N. N. Doubovskoï sur la place de la forme dans l'art).
À côté des paysages de villes ou de campagnes, un de ses thèmes principaux est encore la représentation de la mer dans des marines. C'est un genre bien particulier. Il n'est pas possible de représenter une mer en mouvement sans capacité d'imaginer. Selon Ivan Aïvazovski, « le mouvement des éléments vivants est insaisissable pour le pinceau : peindre un éclair, un coup de vent, un éclaboussement d'écume est impensable dans la nature ».

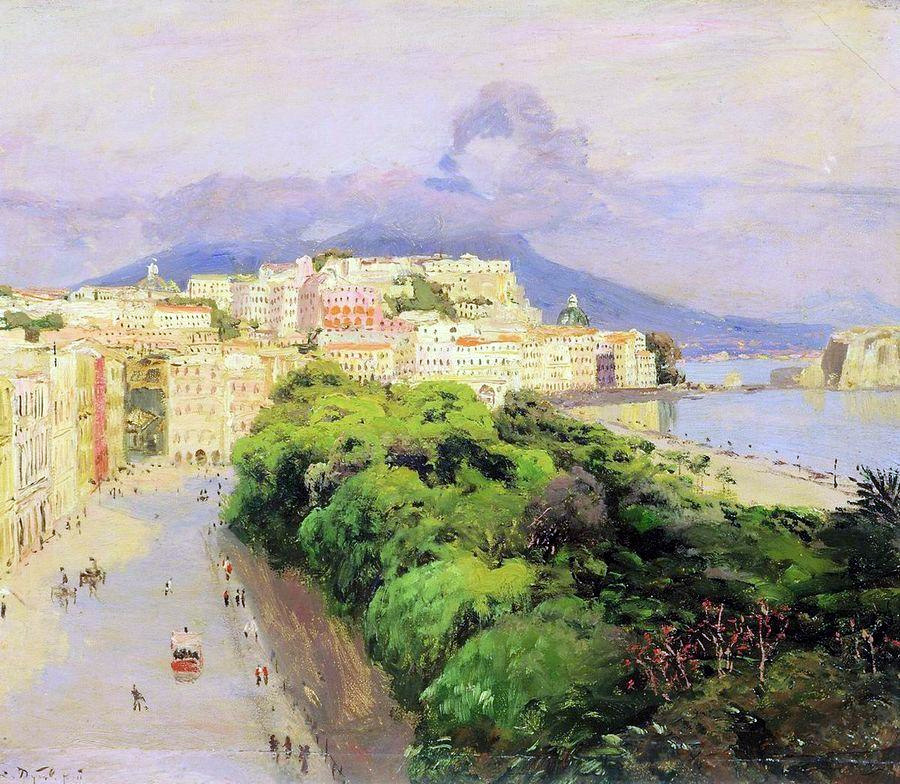
Naples (Fin des années 1890, Musée d'État de l'oblast de Riazan I. P. Pojalostina)
L'admiration qu'éprouve Doubovskoï en visitant et en découvrant, dans le sud ensoleillé, la ville de Naples située sur une des plus belles baies d'Italie, à proximité du Vésuve toujours enfumé, a été transformée de main de maître par l'impressionnisme de sa toile.

Doubovskoï réserve une place importante aux ciels dans ses tableaux. Souvent, le ciel devient la composante principale de l'image du paysage, la partie la plus expressive de celui-ci. Mais surtout l'artiste s'intéresse à l'espace lumineux, plein de soleil, aux effets de couleurs délicats, aux gradations presque imperceptibles, comme si les objets étaient dissous dans l'air. L'artiste aimait aussi reproduire les paysages de la mer le soir. Basé sur des observations de la nature, les paysages de Doubovskoï avec leurs beaux effets de lumière ont suscité l'enthousiasme de ses contemporains.
En s'éclairant de l'expérience que possédait l'ancienne génération des paysagistes, parmi lesquels on trouve Alexeï Savrassov, Ivan Chichkine, Mikhaïl Klodt ; en partant de la tradition romantique d'un Arkhip Kouïndji ; aidé par les découvertes des Impressionnistes français dans le domaine de la couleur et de la peinture sur le motif, Doubovskoï n'éprouve pas le besoin de faire de l'étude par l'esquisse, et reste avant tout un maître paysager, apportant par sa contribution quelque chose de nouveau et d'original à ce genre de peinture.

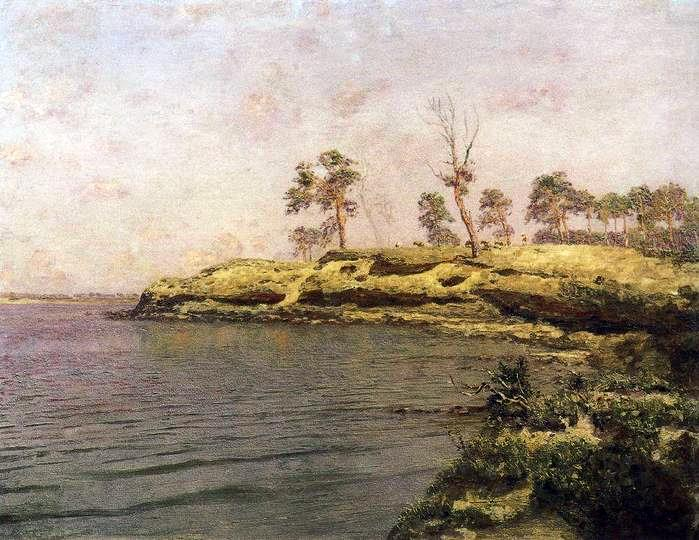
La Bretagne. Dunes (1898).

Son tableau sur la Bretagne (1898) est peint par Doubovski après sa découverte de la côte ouest de la Bretagne, à la fois pittoresque et sévère, caractérisée par de vastes étendues, des rochers, des falaises, des dunes sur la façade Atlantique.
L'art du paysage, chez Doubovskoï, est selon la critique « un des jalons sur la voie du développement de l'art, qui marque une nouvelle étape dans son développement vers une nouvelle perfection, plus profonde, plus riche ». L'artiste est étranger à la reproduction prosaïque des formes extérieures de la nature. Il saisit la vie de la nature dans ce qu'elle a de fort et de lumineux, de majestueux et de redoutable, de simple et d'ordinaire avec sa sensibilité propre d'artiste et toujours en corrélation avec l'homme dans son monde des sens et de l'expérience vécue.
Durant ces années, Doubovskoï voyage fréquemment en Europe et réside en Italie (1892, 1895, 1897, 1898), en Grèce (1892, 1894), en Turquie (1893), en Suisse (1895, 1897, 1903, 1908), en France (1898), en Allemagne (1912), sur les Îles grecques, sur le Danube (1892), faisant des esquisses et des croquis.
Il connaissait bien l'art classique de l'Europe, toutes ses nouvelles tendances, les principaux musées et les grands maîtres de la peinture. Il peint des études et rassemble du matériel pour ses prochains tableaux du sud de l'Italie aux côtes de la Bretagne et à la Mer du Nord.
Après le départ d'Arkhip Kouïndji en 1897 de l'Académie russe des beaux-arts, N. N. Doubovskoï se voit proposer la place de professeur de paysage. Mais malgré tous les avantages d'une telle fonction, il refuse. C'est Alexandre Kisseliov qui est nommé à sa place.

### Lepaysage de l'émotioncomme méthode artistique
Doubovskoï, de même qu'Isaac Levitan et d'autres jeunes Ambulants, sont les créateurs d'une nouvelle tendance artistique dans les paysages en peinture. On l'appelle le paysage de l'humeur ou le paysage de l'émotion.

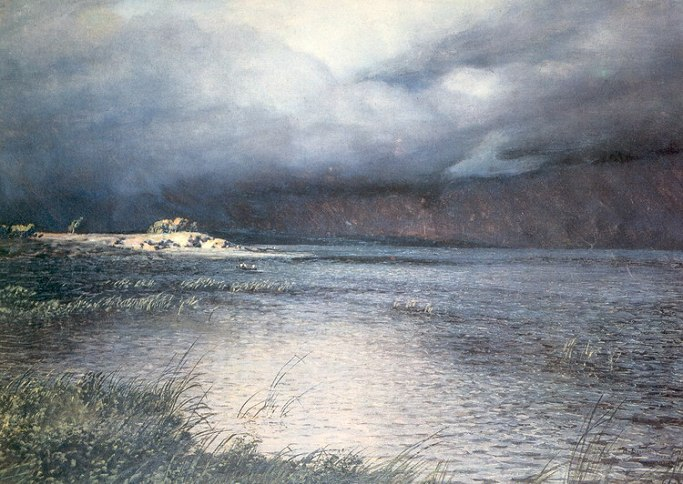
Le nuage s'approche. (1912, Musée de Novotcherkask de l'histoire des cosaques du Don
Cette toile est réalisée comme variante du tableau bien connu de Doubovskoï: Silence, qui date de ses débuts (1890), et jette les bases du paysage de l'émotion. Le motif est le même, celui du silence avant l'orage, un état et une émotion chez l'homme devant la force de la nature, devant sa beauté. Ce sont des sentiments que Doubovskoï a toujours ressenti.

Pour les Ambulants, ce qui importe dans le paysage, ce n'est pas tant l'exactitude de la reproduction de la nature que l'impression colorée qu'il produit et l'émotion que suscite le sens artistique qu'il possède. C'est le programme que Doubovskoï s'est fixé pour son tableau Silence (1890).

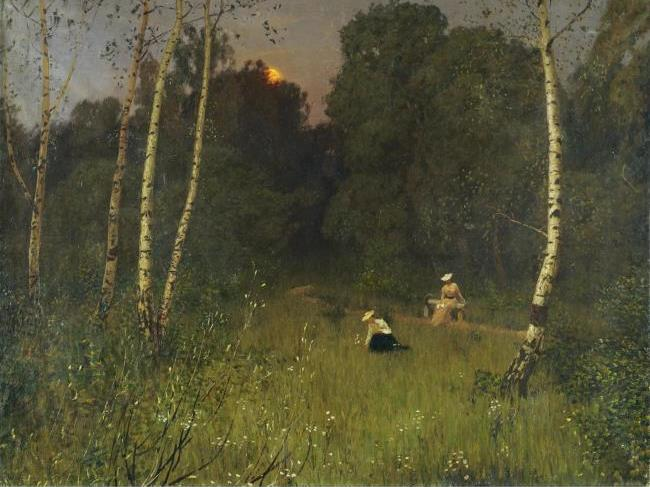
Le tableau Crépuscule (1909, collection privée) est un autre exemple de paysage de l'émotion. Le spectateur n'est pas attiré par un détail ou par le motif mais par la capacité de l'artiste de transmettre l'état de la nature endormie.

Comme chez Isaac Levitan, le paysage de l'émotion chez Doubovskoï est avant tout véritablement authentique (le maître conserve le motif original et n'y introduit que de petites corrections). Mais il exprime de plus l'état de l'âme, quand l'homme regarde la nature comme centre des mystères de la vie mais qui est inexprimable par des mots. L'artiste ne représente pas seulement un sujet concret, des détails spécifiques, mais, par le choix de ses moyens picturaux, il réunit des aspects objectifs et subjectifs dans un équilibre harmonieux donnant de la nature une image particulière.
Dans le paysage de l'émotion, la nature est représentée de telle manière que le spectateur qui la voit de manière dispersée, qui est entièrement absorbé par l'état d'âme que celle-ci provoque en lui, ne remarque que ce qui est en harmonie avec cet état d'âme. Tout ce qu'il voit se transforme en un écho de celui-ci ; que ce soit angoisse, paix, mélancolie, chagrin. La personnalité de Doubovskoï a joué un rôle important dans l'élaboration de cette approche du paysage ; une personnalité sensuelle, ardente, égocentrique, et ressentant profondément la nature.
Le paysage de l'émotion a eu beaucoup d'importance dans l'œuvre des Ambulants et a constitué à la fin du XIXe siècle une nouvelle étape dans la compréhension de la réalité, reflétant une gamme diversifiée d'émotions qui peuvent amener l'homme à contempler la nature.

### Les motifs impressionnistes dans l'œuvre de Doubovskoï

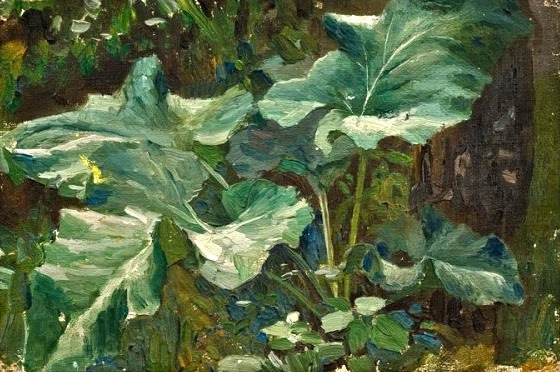
Bardane. (1885, collection particulière). Cette œuvre parmi les premières de Doubovskoï montre un artiste fasciné par la monochromie, verte en l'occurrence, mais qu'il n'a pas encore été décomposée en une multitude de gammes de couleur grâce au jeu de la lumière.

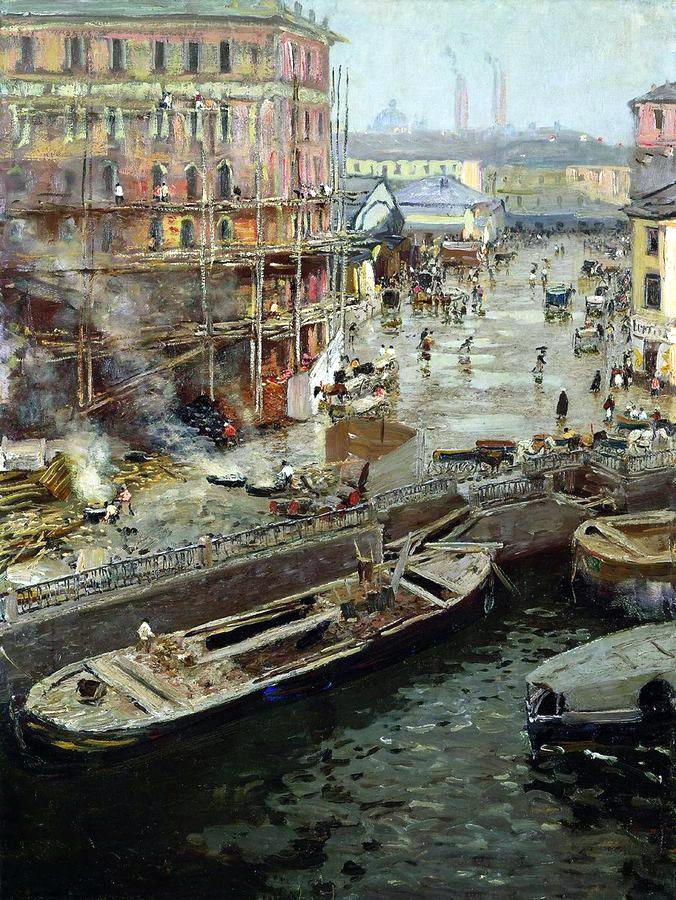
Sur le canal d'Ékaterininski, l'été. (1905, musée russe). Tableau au sujet proche de celui de gauche, l'inondation du canal, daté de 1903, mais différent par son traitement et réalisée deux ans plus tard.

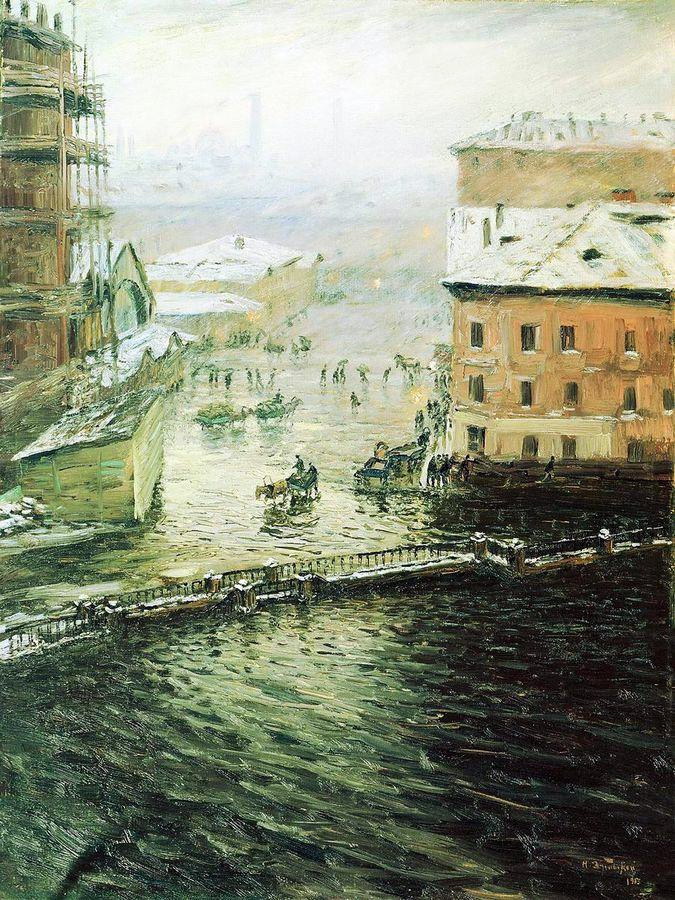
Inondation du canal Ekaterininski. (1903, musée d'art de Iaroslavl).

L'impressionnisme comme courant artistique est apparu et s'est développé à partir des années 1860. Au XIXe siècle, en France, du fait des changements intervenus dans la vision du monde et en Russie avec les Ambulants et la formation d'un large mouvement favorable à la démocratisation, ces courants se sont développés sans qu'ils n'aient pu rester éloignés l'un de l'autre vu la proximité de leurs visions esthétiques et de leurs aspirations.
D'une part, les deux mouvements s'opposaient vivement et sans compromis aux conventions du classicisme et de l'académisme avec un art abstrait, cultivé, idéalisé. De l'autre, ils tendaient à créer et à soutenir un nouveau système figuratif et à renouveler le langage artistique en peinture, se différenciant par sa liberté d'écriture, et transmettant la lumière par la réflexion, en utilisant les ombres dans la lumière et par la liberté et la variété de la composition picturale,.
Beaucoup de peintres russes, comme Valentin Serov (1865-1911), Igor Grabar (1871-1960), Constantin Korovine (1861-1939), Nikolaï Mechtcherine (1864-1916), Nicolas Tarkhoff (1871-1930), Sergueï Vinogradov (1869-1938), Michel Larionov (1871-1964), Stanislas Joukovski (1873-1944) et d'autres encore, ont connu l'influence des impressionnistes français et ont ensuite fait débuter l'impressionnisme russe et créé ainsi un courant significatif unique dans l'art de leur pays.
Dans les années 1890, après avoir découvert l'œuvre des impressionnistes français et accueilli favorablement leurs innovations, apparaissent dans les œuvres de Doubovskoï, comme dans celles d'autres peintres, de nouvelles orientations, de nouvelles techniques de peinture sous l'influence de l'art nouveau,.

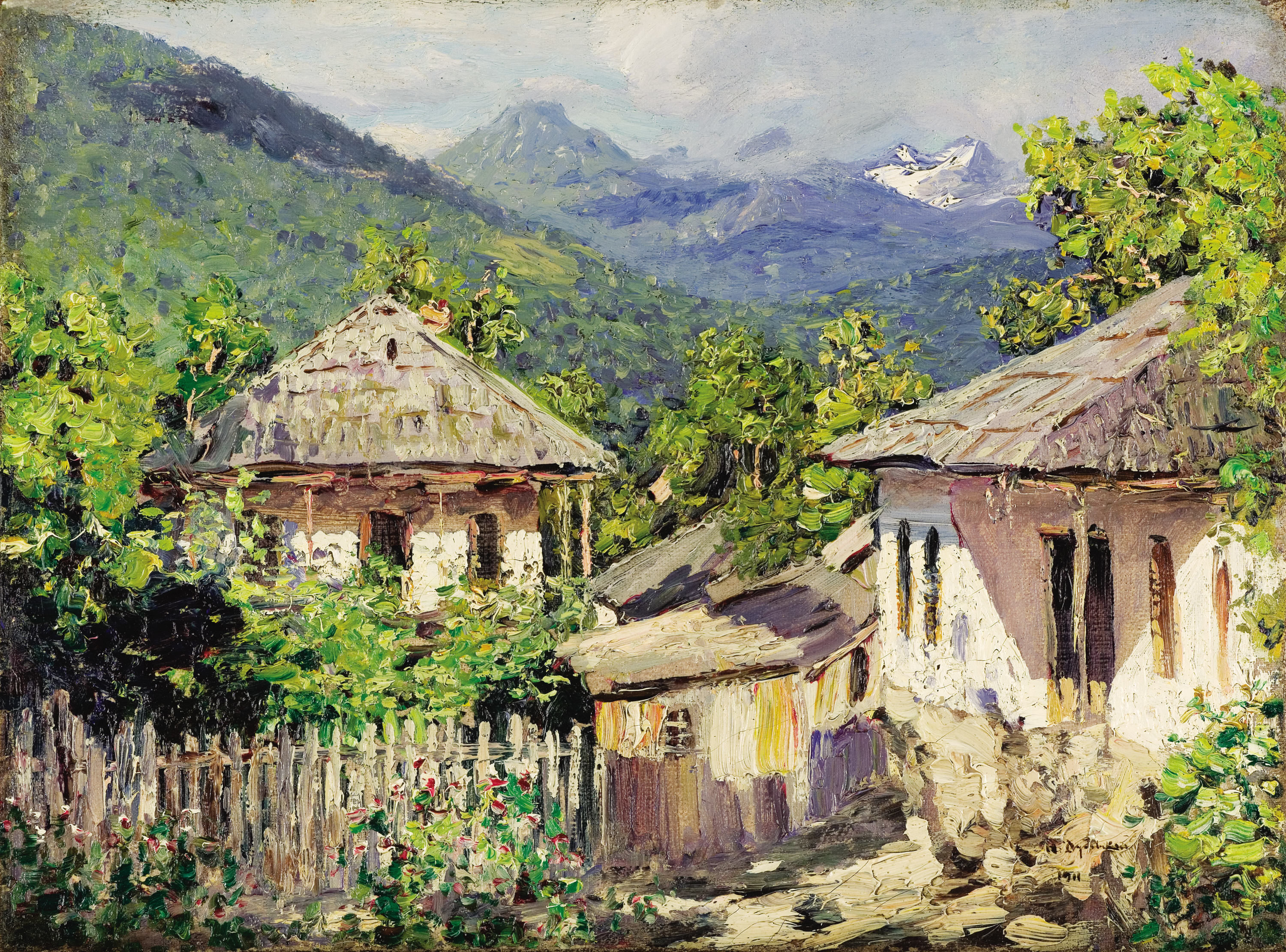
Village dans les montagnes. (1911, Musée de l'impressionnisme russe (Moscou). L'artiste ne copie pas le paysage avec sa structure, il essaye de l'interpréter et de former un tout dans la variété des lignes et des couleurs que le spectateur perçoit comme un ensemble.

Comme dans ses œuvres précédentes, Doubovskoï ne surcharge pas son paysage par des détails. Il se concentre sur son sujet principal et le rend dans une atmosphère agréable. L'art des artistes russes de cette période a réussi à intégrer de nouvelles traditions artistiques provenant de l'art français, comme celle du paysage, tout en conservant leur identité unique.

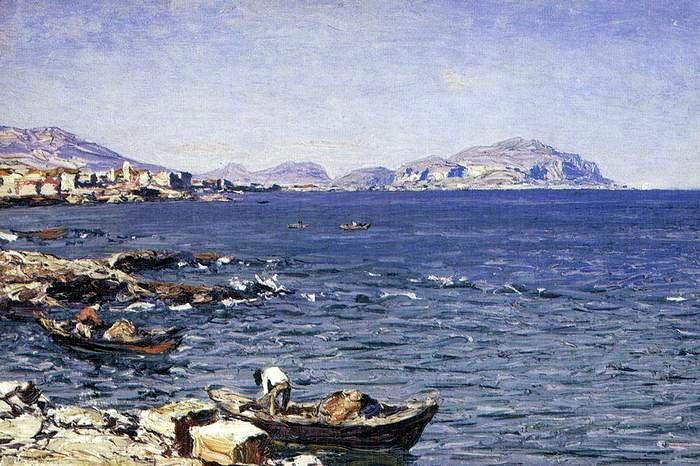
Vue de Palerme. Doubovskoï, (1917, collection privée). Comme les impressionnistes français, il réalise son tableau après avoir visité l'Italie, attire l'attention sur la luminosité de ses coloris, le caractère spontané du sujet représenté et la finesse des impressions qui en résultent.

Pour Doubovskoï, comme pour les autres peintres impressionnistes russes, l'impressionnisme est devenu un phénomène, un ensemble de techniques artistiques, une manière de voir la nature dans le monde. Il n'a pas emprunté ses découvertes aux peintres français, mais en les observant, il s'en est peu à peu rapproché pour pouvoir résoudre les problèmes que lui-même se pose.
Le système de peinture sur le motif, la liberté dans la vision artistique, l'originalité des compositions spatiales, la décomposition des couleurs complexes en composantes pures, la superposition des couleurs sur la toile par des coups de pinceaux distincts, l'utilisation de l'ombre, de la réflexion, de la valeur des tons, le pouvoir d'improvisation en peinture, l'utilisation du divisionnisme, toutes ces possibilités ont été inspirées par le travail des impressionnistes français et ont contribué au développement artistique de nombreuses cultures.
Au plus la culture russe en peinture devenait active, au plus elle constatait que Doubovskoï interagissait avec les autres peintures européennes le mieux et le plus profondément possible. Elle apprenait ainsi à se connaître elle-même, et à affirmer son identité nationale et sa spécificité.

### Activité au sein des Ambulants

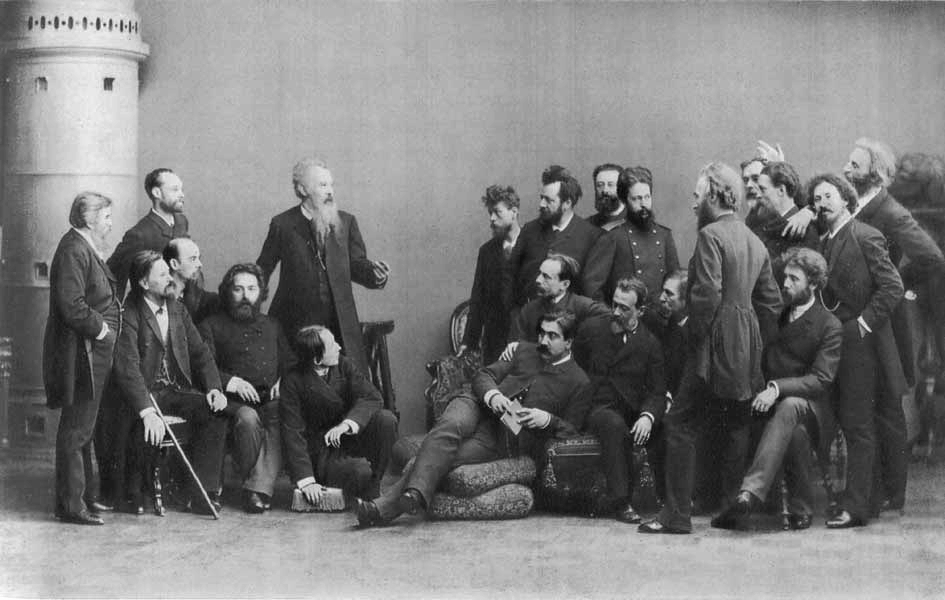
Les Ambulants.
photo, 1888.

À partir de 1884, Doubovskoï fait partie du groupe des ambulants et participe activement à leurs activités, d'abord à Saint-Pétersbourg et à Moscou, puis dans de nombreuses villes de l'Empire russe, de Varsovie à Kazan et de Novgorod à Astrakhan. Peu à peu, il devint possible au public de faire connaissance non seulement avec les styles romantique et réaliste, mais aussi avec le modernisme, l'impressionnisme. Doubovskoï était profondément dévoué aux idéaux des Ambulants et jouissait d'une autorité particulière parmi ces artistes. En 1889, il devient membre permanent du conseil du groupement et membre du comité de direction. Puis, après la mort de Nikolaï Iarochenko, en 1899, il prend la direction du groupe (1898), (Ivan Kramskoï, un des fondateurs principaux du mouvement, est mort en 1887). À cette époque, il est le seul à avoir aussi profondément assimilé les idéaux du groupe et défendu ses intérêts.
À la différence de Kramskoï et de Iarochenko, Doubovskoï est un homme de nature douce et délicate, ce qui lui permettait de jouer habilement le rôle d'éternel conciliateur au sein du mouvement entre l'ancienne et la nouvelle génération. Son influence s'est fait sentir à tous les niveaux du groupe des Ambulants tout en restant dans des limites raisonnables. Ni les anciens ni les jeunes ne pouvaient dire c'est notre homme parce que Doubovskoï était l'homme de tous, défendant un idéal situé au centre des différentes tendances.
Il protège l'idéal que se sont fixé les Ambulants, apprécie le mérite des anciens, mais sait aussi apprécier les mérites des jeunes peintres, les encourager, et se réjouir quand il voit apparaître de nouveaux talents.
Jouissant de la confiance des peintres du groupe, Doubovskoï dirige le groupe Ambulants et reste à leur tête jusqu'à sa mort en 1918. Son attrait pour la recherche de la vérité, sa conviction profonde de la nécessité de garder l'idéal choisi lui ont permis de surmonter les crises et le chaos. C'est grâce à lui que le mouvement ne s'est pas désintégré et a continué à être actif jusqu'en octobre 1917, mais aussi durant les premières années du pouvoir soviétique. Il veillait ainsi à préserver les traditions réalistes et à développer dans la société nouvelle l'amour de l'art.

### Réforme de l'académie des beaux-arts et changements qui en résultent

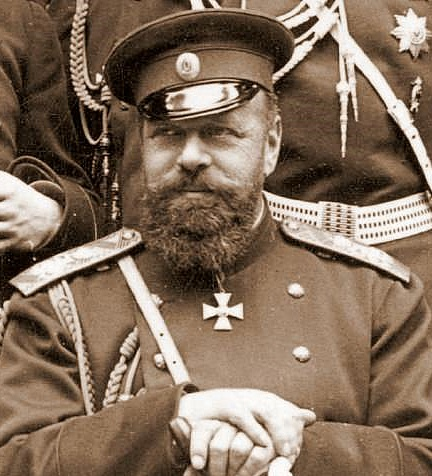
Alexandre III, le tsar pacificateur (1845—1894), a mené fermement la réforme de l'Académie russe des beaux-arts. C'est un fin connaisseur en matière de peinture qui possède une belle collection d'œuvres d'art russes et étrangères. Peu de temps avant sa mort, il décide de créer à Saint-Pétersbourg, à l'exemple de Pavel Tretiakov, un musée d'art russe et de lui faire don des œuvres russes de sa collection. En 1898, a lieu l'inauguration du musée russe Alexandre III qui porte le nom de Musée russe depuis 1917.
Photo vers 1880—1890.

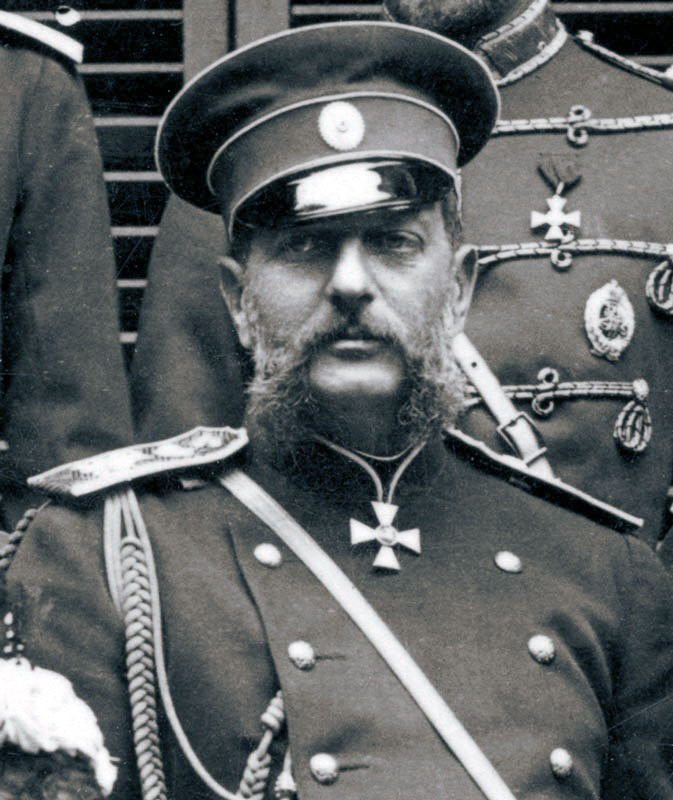
Vladimir Alexandrovitch de Russie (1847—1909) est le frère du tsar. Il est président du Musée russe,Vladimir Alexandrovitch commande aussi la garde impériale et le district militaire de Saint-Pétersbourg (1884—1905). C'est un grand amateur de peinture et de littérature, possédant incontestablement des talents artistiques. Il s'adonne lui-même à la peinture. Il s'intéresse aussi aux ballets et est le premier à financer la tournée de Serge de Diaghilev
Photographie des années 1890.

L'organisation des Ambulants apparaît dans la seconde moitié du XIXe siècle, non seulement comme une puissante association artistique, mais aussi comme une grande communauté d'artistes partageant les mêmes idées, qui est supposée non seulement exprimer, mais également déterminer le processus de développement de la culture artistique dans toute la Russie. Elle reprend pour cela ses positions sur le réalisme, sur le nationalisme et l'art populaire, devenant très rapidement le plus grand centre de la vie artistique russe.
Les expositions des Ambulants étaient très populaires et attiraient toute l'intelligentsia de Russie de l'époque. Grâce aux reproductions dans des magazines, tous ceux qui pouvaient lire connaissent les tableaux des Ambulants. Des débats houleux suivent les publications dans la presse des nouvelles œuvres de la peinture russe.
La popularité croissante et la mise en valeur des meilleures œuvres des Ambulants en Russie comme à l'étranger provoque une concurrence indésirable pour l'Académie impériale des Beaux-Arts, qui reste l'instance officielle dans le domaine de l'art, mais perd de plus en plus son autorité et son rôle de centre de l'art. Derrière ce conflit se cache aussi un aspect financier : les tableaux des Ambulants se vendent mieux et plus chers que les autres.

### Galerie

Diverses œuvres de Nikolaï Doubovskoï
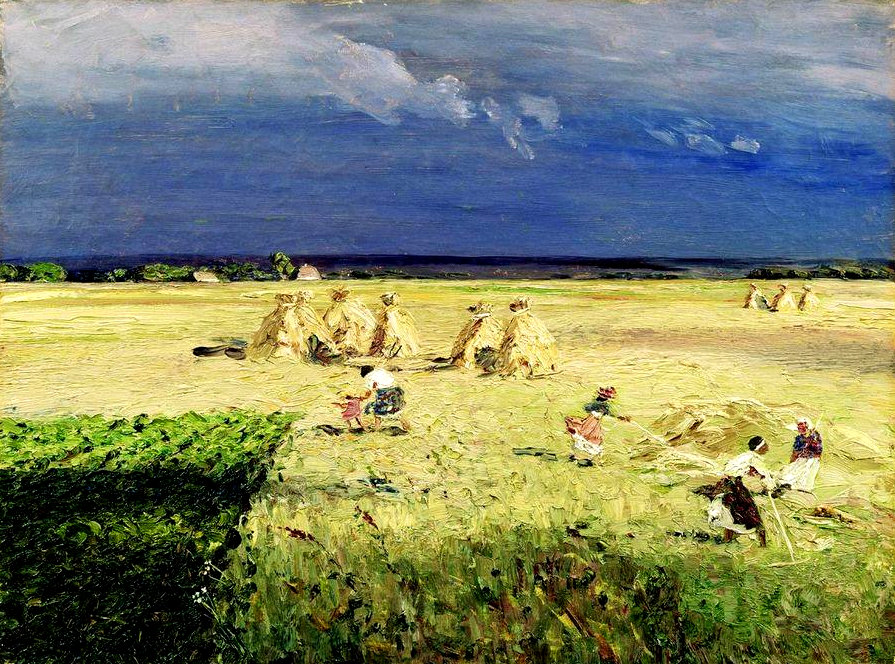
La moisson. 1906. Musée d'État de Tchouvachie.
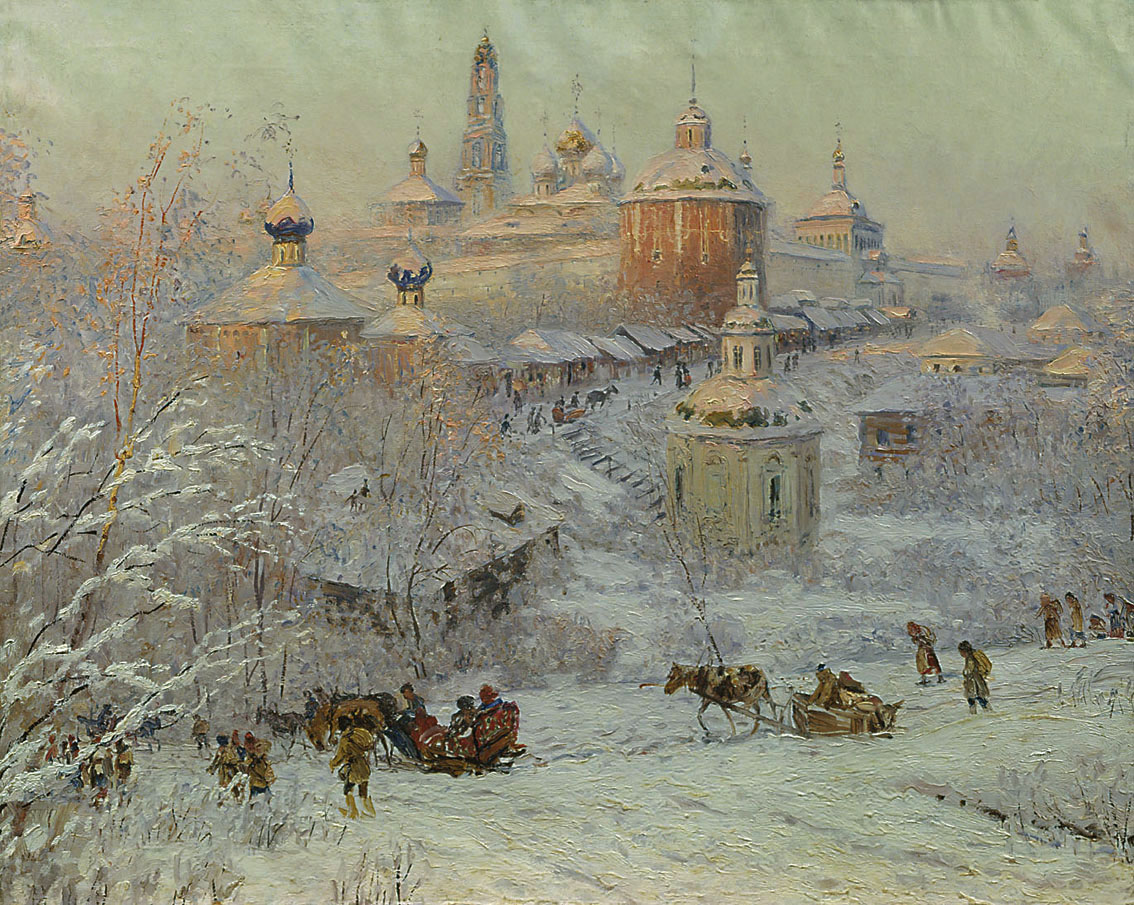
Au monastère de la Laure de la Trinité-Saint-Serge. 1917. Musée régional des beaux-arts de Rostov.
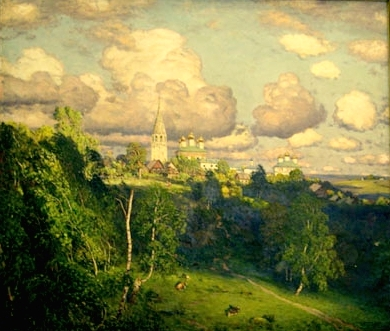
Nuages. (?). Musée des cosaques du Don de Novotcherkassk.
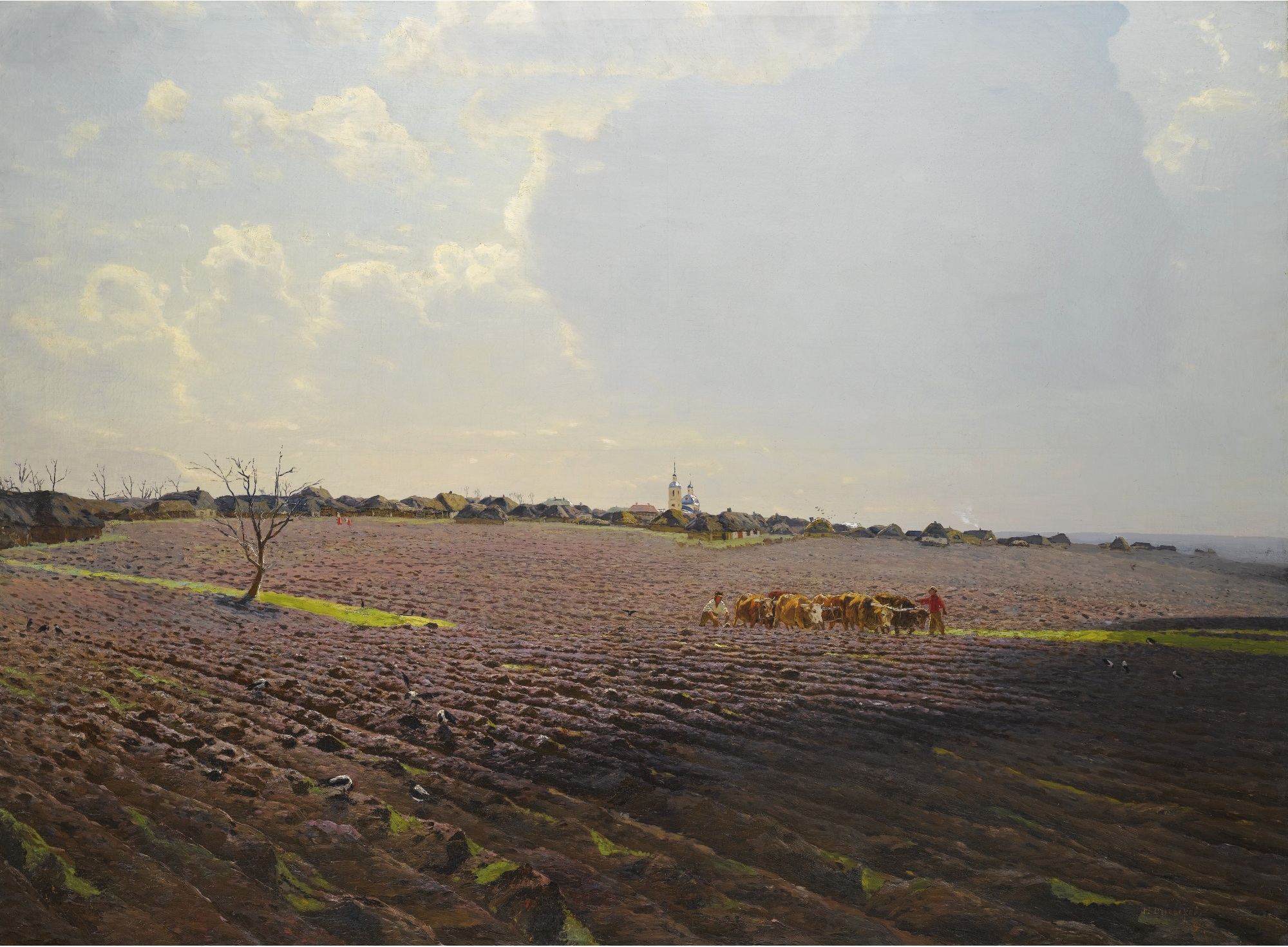
La terre. 1894. Collection privée.
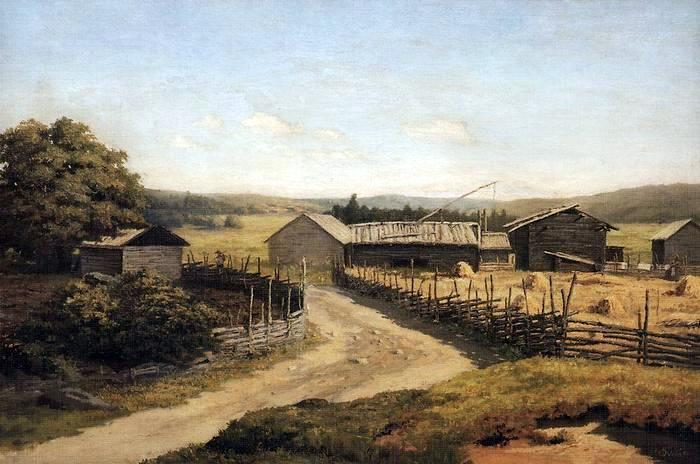
Jour d'été. 1890.

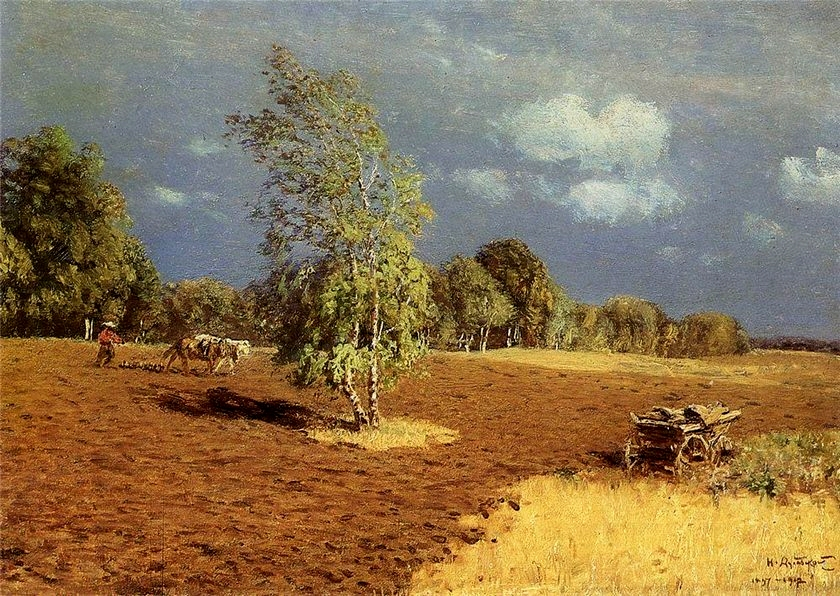
Après l'orage. 1897. Musée d'art Radichtchev (Saratov).
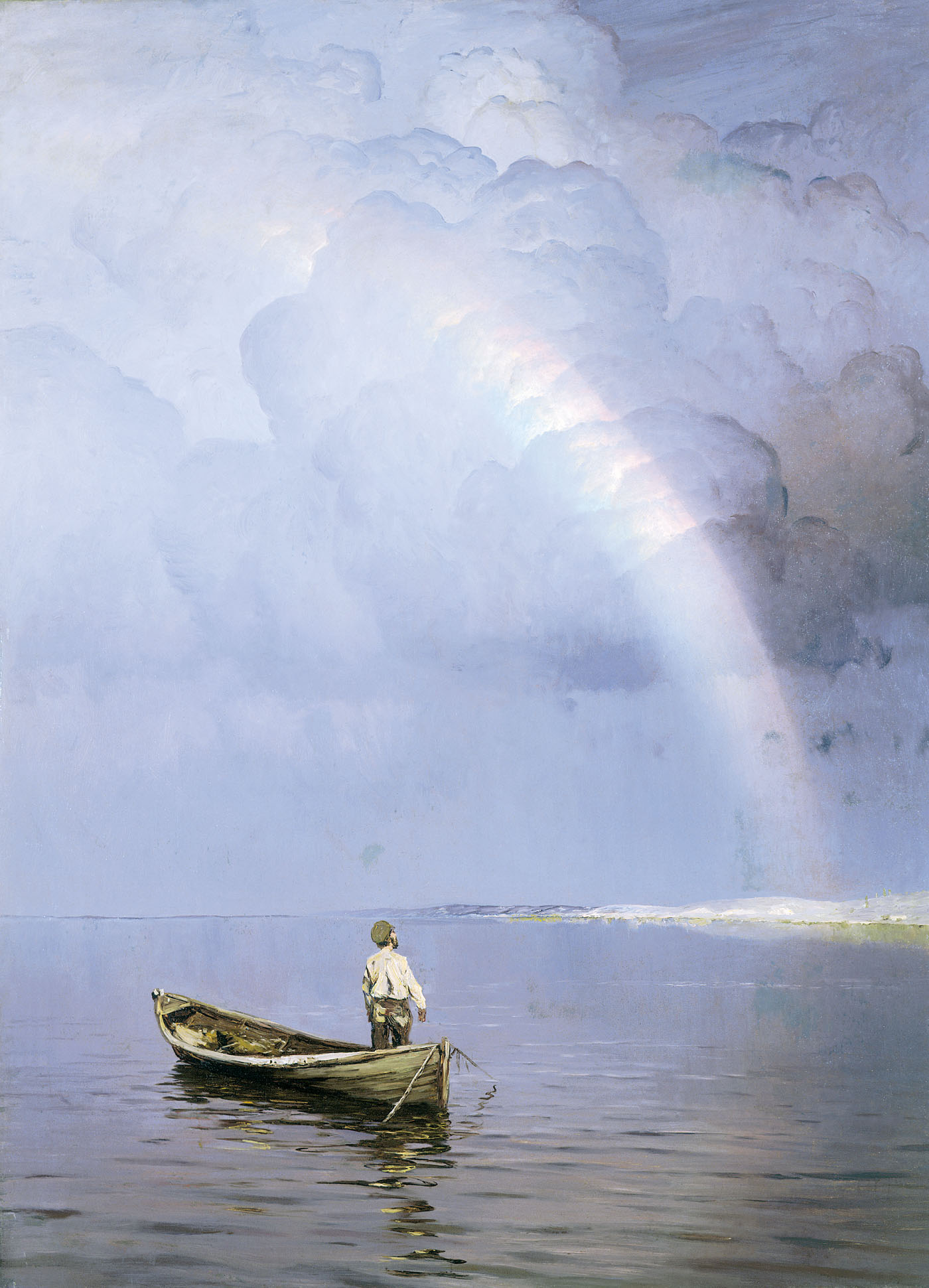
Arc-en-ciel. 1892. Musée d'histoire des cosaques du Don de Novotcherkassk.
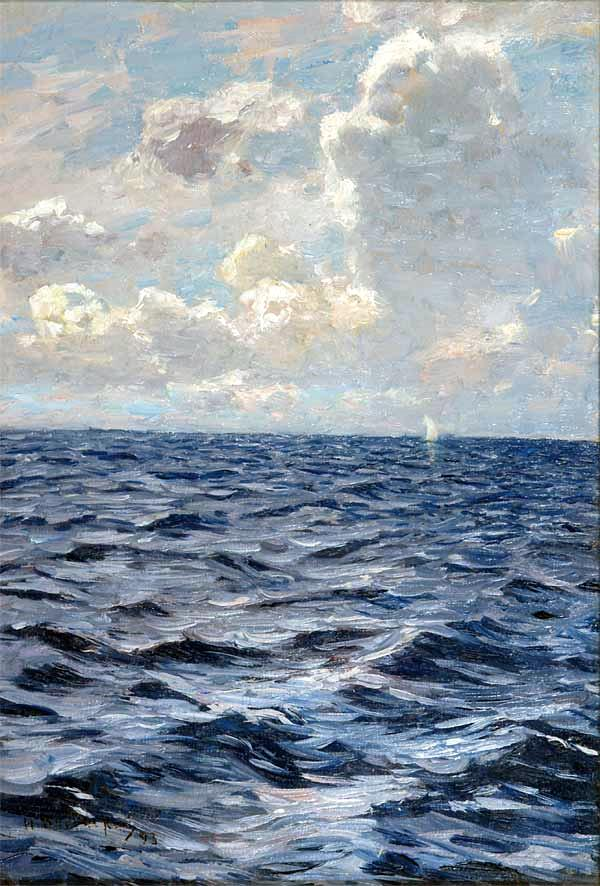
Méditerranée(?)
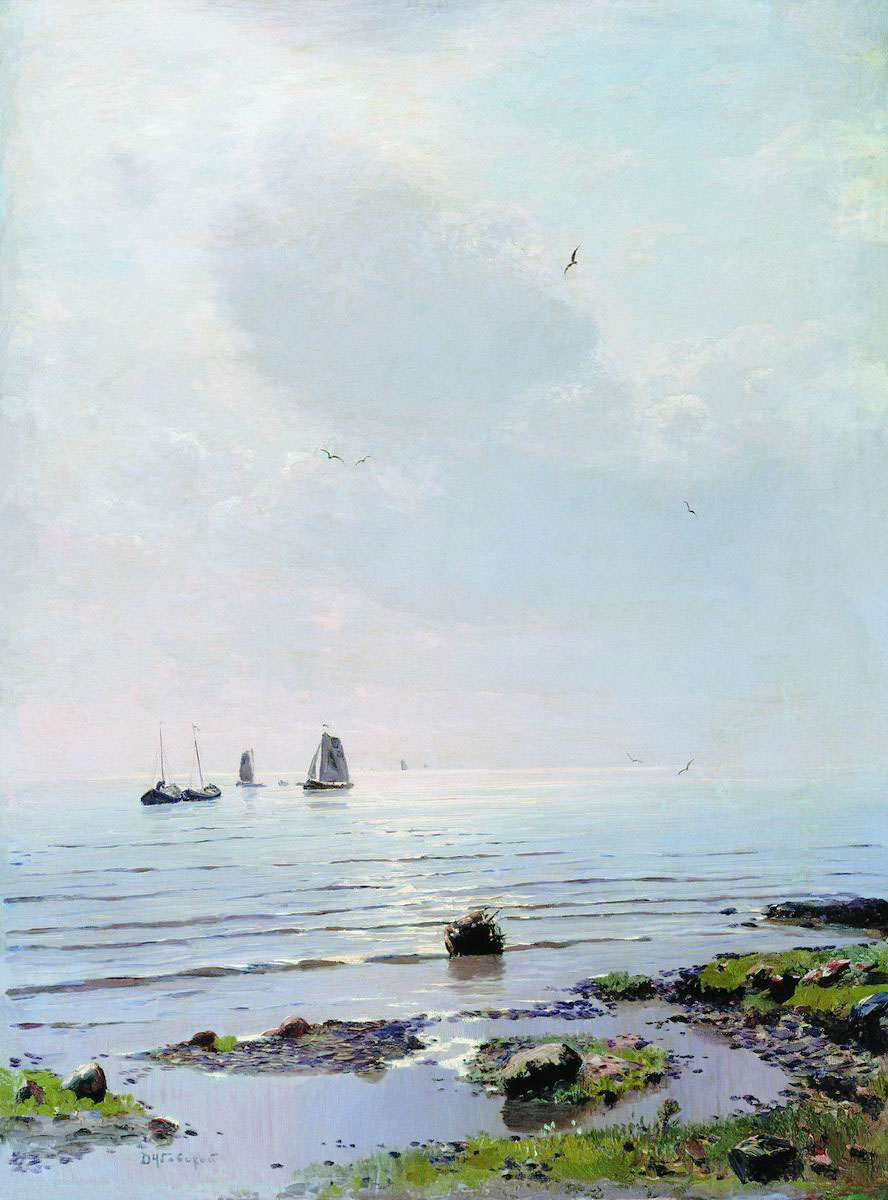
Lac Ladoga. Fin XIXes. Musée d'État du Kremlin de Rostov.
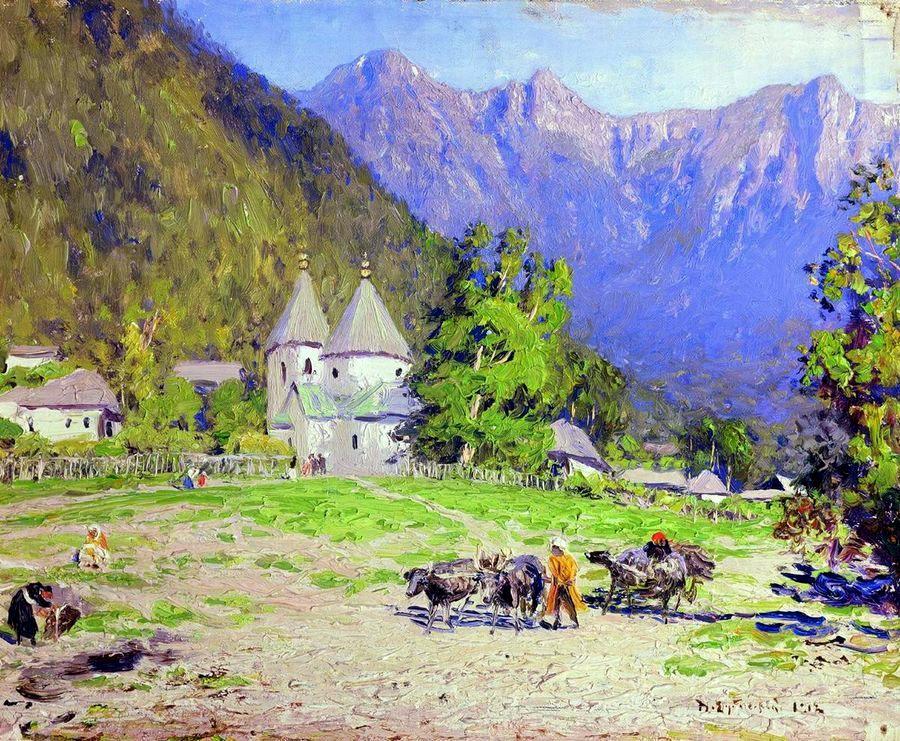
Krasnaïa Poliana. 1912. Musée des beaux-arts de Kalouga.
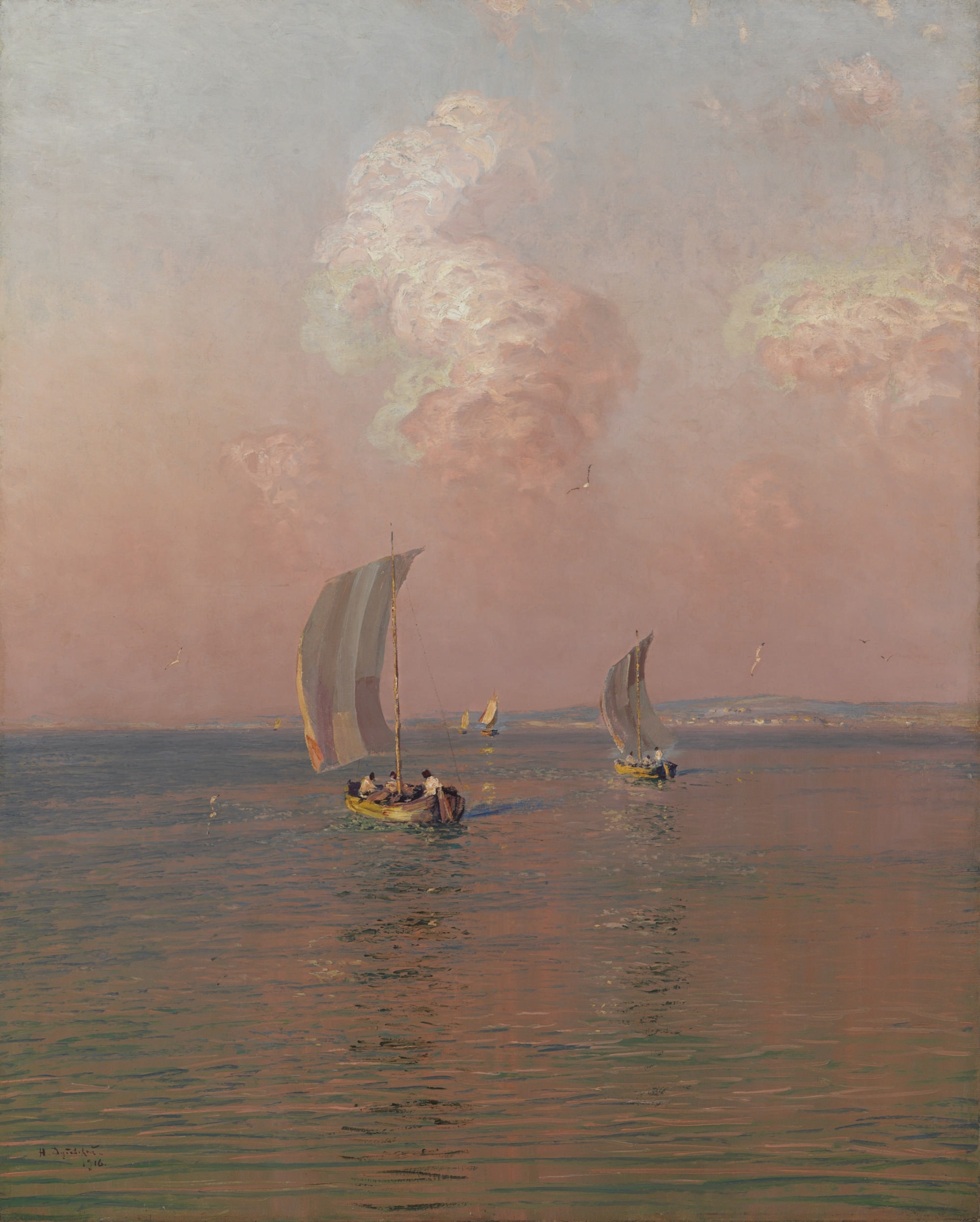
Le soir tombe. 1916. Collection privée.
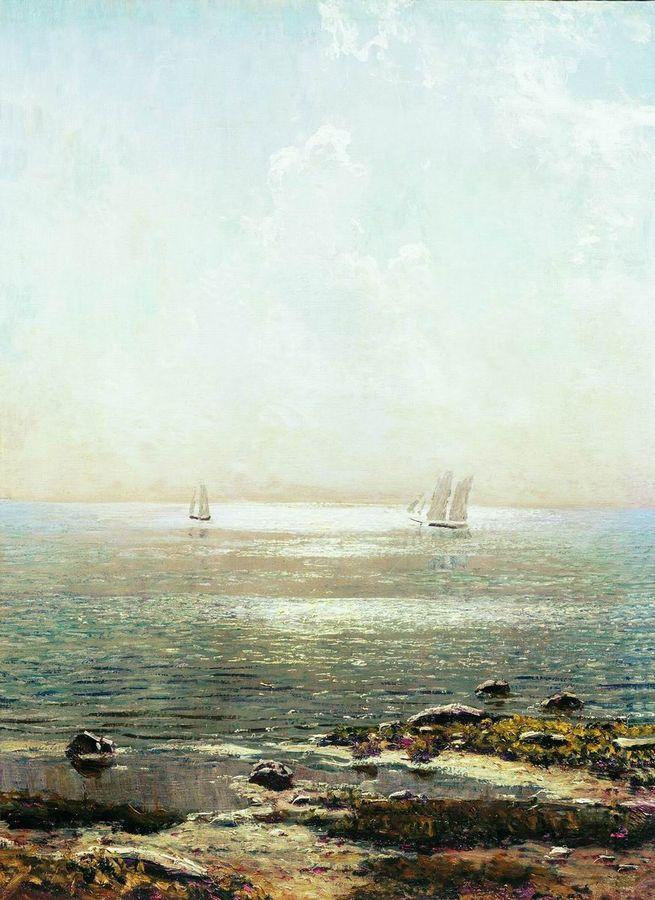
Paysage marin. 1916. Musée des beaux-arts de l'Oblast de Tomsk.
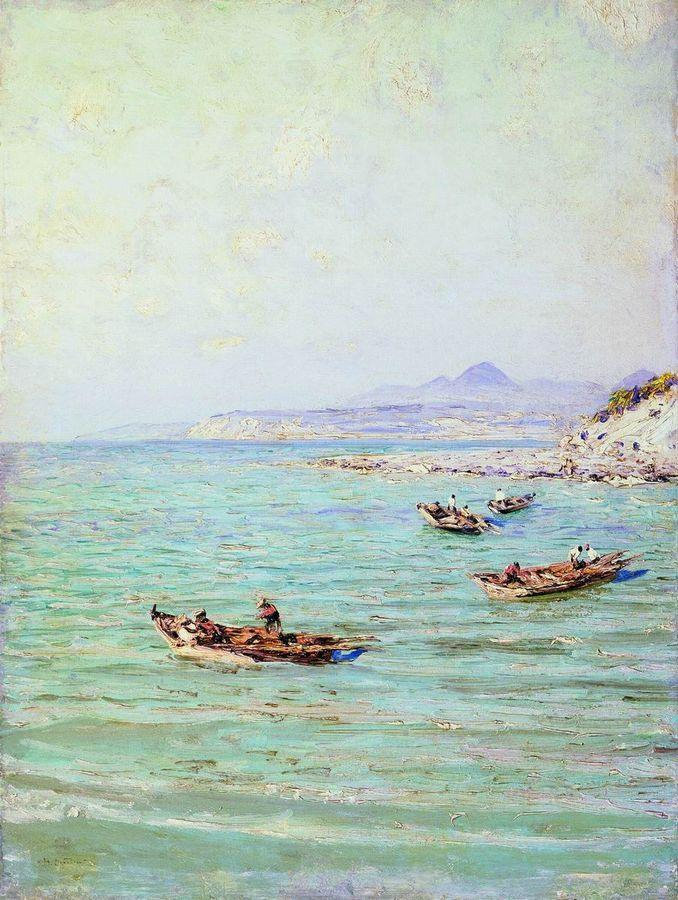
Bord de mer. 1917. Musée d'art de Iaroslavl.
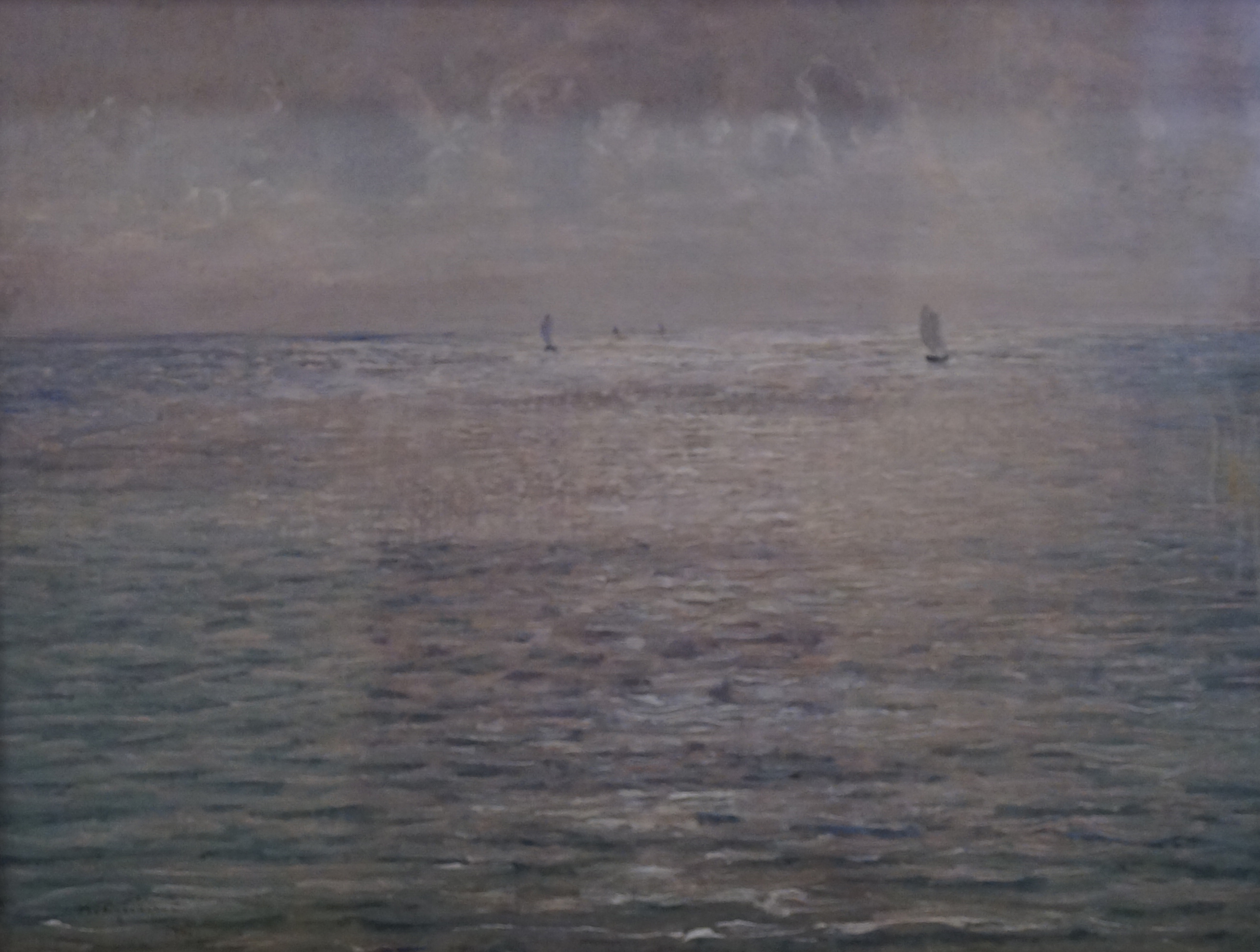
Paysage marin. 1906. Musée d'art de Sotchi.